# Révolte des Taiping
Vous lisez un « bon article » labellisé en 2008.
Guerres civiles chinoises
Batailles
Soulévement de Jintian - Yong'an - Siège de Changsha - Wuchang - Nankin I - Expédition de l'Ouest - Expédition du Nord - Expédition de l'Est - région de Tianjin (1854) - lac de Dongting (1854) - Lianzhen (1855) - Wuhan (1854-1855) - Wuhu (1853 à 1855) - Tongcheng (1855) - Luzhou (1855) - Shanghai (1860 et 1862) - Anqing (1861) - Suzhou (1863) - Nankin (1864)

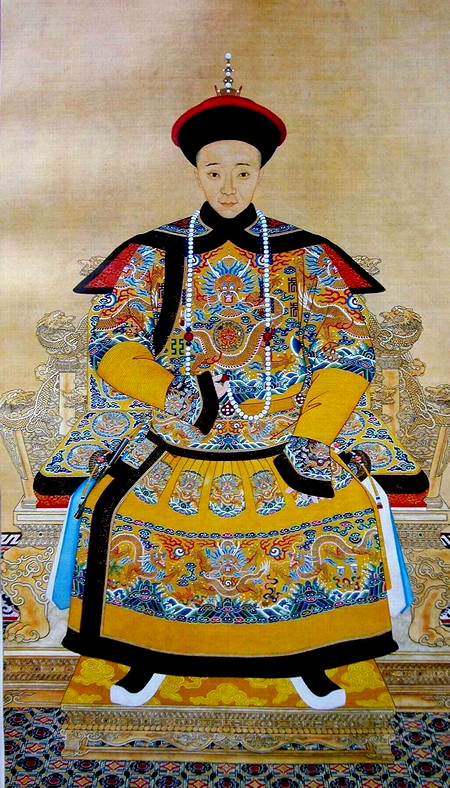
L'empereur Qing Xianfeng (1831-1861), qui régnait lors de la révolte des Taiping.

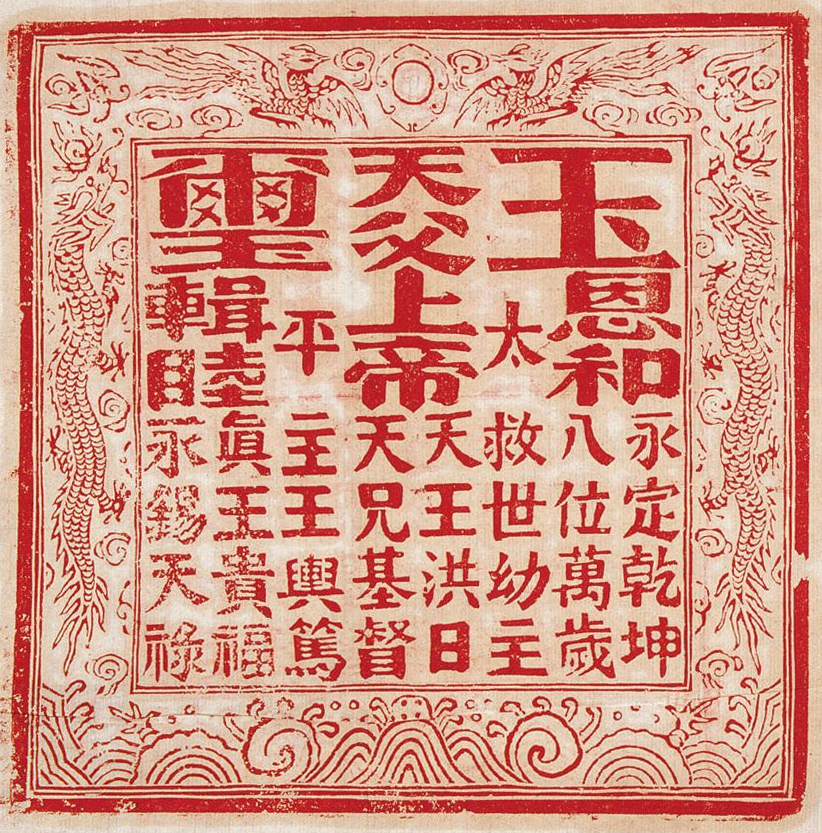
Sceau du « royaume du Ciel ».

La révolte des Taiping est un soulèvement majeur qui eut lieu dans le Sud, puis le Centre de la Chine, entre 1851 et 1864 ; cette révolte, dont la dynastie Qing mit près de quinze ans à venir à bout, tire son nom du royaume que les rebelles avaient fondé en Chine du Sud et en Chine centrale, le Taiping Tian Guo, ou « royaume céleste de la Grande Paix » (chinois simplifié : 太平天国 ; chinois traditionnel : 太平天國 ; pinyin : Tàipíng Tiān Guó), d'où provient le nom de Tàipíng (« Grande Paix »).
Cette guerre civile totale est généralement considérée comme l'un des conflits les plus meurtriers, de toute l'histoire.
Le fondateur du mouvement, Hong Xiuquan (1814-1864), qui avait lu des brochures religieuses remises par des missionnaires, se disait frère cadet de Jésus-Christ et avoir reçu l'ordre de Dieu de devenir empereur de Chine et de purifier l'humanité du « culte des démons ». Il promulgua une réforme agraire après la prise de Nankin en 1853, dans laquelle il instituait de profondes réformes sociales telles que l'abandon de la polygamie ; l'égalité des sexes, accompagnée toutefois d'une stricte séparation entre les hommes et les femmes ; l'abandon de la vieille coutume du bandage des pieds des femmes ; l'interdiction des mariages arrangés, des jeux d'argent, de l'esclavage, de la torture, de la prostitution ; la propriété foncière privée était abolie ; nourriture, vêtements et autres biens de consommation courants étaient mis en commun dans des entrepôts publics, et distribués à la population selon leurs besoins par les chefs militaires ; l'opium, le tabac et l'alcool étaient aussi désormais interdits.
L'historiographie communiste chinoise considère que le mouvement Taiping préfigure la révolution communiste par ses aspects sociaux et ses concepts égalitaires ; on y remarque surtout un rapprochement avec l'idéologie marxiste (coïncidence, car il n'y eut aucun contact entre ses théoriciens basés en Europe, et le peuple chinois à cette époque).

## Causes
Les grandes révoltes paysannes, précédées ou accompagnées du développement de sociétés secrètes, ponctuent l'histoire de la Chine. Elles sont généralement la conséquence d'une crise alimentaire ou de graves difficultés économiques, souvent liées à des catastrophes naturelles (débordement du Yangzi Jiang ou du fleuve Jaune). Les Chinois voient dans de telles catastrophes le signe que la dynastie perd le « mandat du Ciel » (Tianming), ce qui légitime alors son renversement.
Ainsi, la fin de la dynastie des Han a été marquée par la rébellion des Turbans jaunes, la fin de la dynastie Song par la révolte de Fang Xi, et la fin de la dynastie des Yuan par la Secte du lotus blanc.
Vers le milieu du XIXe siècle, dans un contexte très difficile, ces révoltes se multiplient, ce pour plusieurs raisons. D'abord, depuis le XVIIIe siècle, la Chine connaît un essor démographique ; vers 1850, elle compte plus de 410 millions d'habitants. Parallèlement, les surfaces cultivées ne peuvent guère augmenter, ce qui conduit à une pauvreté croissante, et aggrave les famines. De plus, en 1842, le Royaume-Uni a imposé des sanctions financières très lourdes à la Chine après la première guerre de l'opium, ce qui conduit le gouvernement chinois à accroître la pression fiscale. De plus, la ponction annuelle d'argent-métal, liée au commerce de l'opium, est énorme, et chaque année grandissante. Cela entraîne le renchérissement de l'argent, avec lequel sont payés impôts et loyers, ce qui engendre de facto une forte augmentation du coût de la vie,.
À ce contexte économique et social difficile viennent s'ajouter des catastrophes naturelles : terrible famine dans le Sichuan de 1839 à 1841, famine dans le Hunan en 1851, inondations du Yangzi Jiang en 1849. En 1851 et en 1855, le fleuve Jaune sort de son lit, noyant des milliers de personnes, et contribuant à provoquer la révolte des Nian. Même lorsque les catastrophes naturelles n'en sont pas la cause première, la misère absolue règne ; en 1833, un missionnaire décrit ainsi la situation dans le Jiangxi : « La misère est telle que les gens vendent femme et enfants, et se nourrissent d'écorce d'arbre ».
Enfin, politiquement, la dynastie mandchoue des Qing est tombée dans un grand discrédit. Son impuissance à secourir rapidement les victimes des catastrophes naturelles, jointe à sa défaite face aux Occidentaux et à la situation économique totalement dégradée, montre à tous que les Qing ont perdu le peu de légitimité qui leur restait et que le Ciel leur a retiré son mandat. Le gouvernement est de plus désorganisé par l'accumulation des problèmes auxquels il ne peut faire face.

## Déroulement

### L'apparition d'un «Messie», Hong Xiuquan

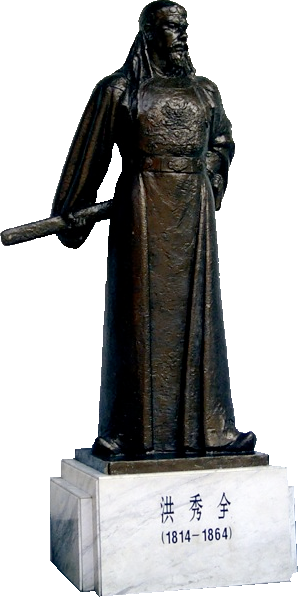
Statue de Hong Xiuquan à Nanjing.

La figure emblématique de cette révolte est le chef des Taiping, Hong Xiuquan (1813-1864), originaire de la classe sociale paysanne et du groupe ethnique minoritaire dans le Sud, les Hakkas. Le nom qu'il avait reçu à la naissance était Hong Huoxiu, qu'il changera après avoir eu ses visions en 1837. En 1836 il rencontre le  missionnaire congrégationaliste Edwin Stevens (en), dont l'interprète, un Cantonais chrétien du nom de Liang Afa, lui remet neuf fascicules sur la foi chrétienne intitulés « Bonnes Paroles pour exhorter notre époque » (Quanshi liangyan), qu'il avait lui-même rédigés. Hong Xiuquan ne les lit pas, mais les conserve. Après son troisième échec aux examens de la fonction publique de la Chine impériale, en 1837, il tombe gravement malade, et est pris de délires ; il a des visions de deux hommes, dont un a une barbe dorée et l'autre est son frère, qu'il ne sait pas interpréter.
En 1843, après son quatrième et ultime échec au shengyuan, le premier degré des examens d'entrée dans la fonction publique (le fait d'y réussir lui aurait conféré le statut de lettré, et lui aurait permis de percevoir une subsistance régulière de la part du pouvoir), Hong Xiuquan, aigri par son insuccès, lit enfin les brochures qui lui avaient été données en 1836, et donne d'un coup un sens aux visions qu'il avait eues en 1837. Pour lui, elles signifient qu'il est en réalité le deuxième fils du Dieu de la religion chrétienne et qu'il a pour mission de combattre la domination du mal, qu'il n'identifie que beaucoup plus tard, à la fin de 1849, comme étant la dynastie mandchoue des Qing.
À la fin de 1844, l'un de ses tout premiers disciples, Feng Yunshan, commence à prêcher, et crée le Bai Shangdi Hui, la « Société des adorateurs de Dieu », qui faisait la synthèse de l'Ancien Testament et des traditions des sociétés secrètes chinoises, obtenant ainsi l'adhésion des minorités hakka, zhuang et yao de la province du Guangxi, en Chine du Sud.
En effet, dans les années 1840 et au début des années 1850, le Guangxi était secoué par des famines, des émeutes, de la contrebande, et l'ensemble de la province était quadrillé par de nombreuses sociétés secrètes ; un clivage social se rajoutait aux différences ethniques entre les populations han et les minorités locales. L'éloignement de Pékin, la capitale, faisait du Guangxi un lieu propice à la révolte.
Peu à peu se rassemblent dans la Société des adorateurs de Dieu de nombreux arrivants d'humble extraction, et en particulier des mineurs travaillant dans les mines d'argent de la montagne du Chardon, dans la région de Yong'an, au sud de Guilin. À l'automne de 1847, Hong Xiuquan et Feng Yunshan vivent dans la montagne du Chardon, et écrivent des textes sur leur nouvelle religion.
En 1848, le groupe compte deux nouveaux membres qui jouent un rôle important : tout d'abord Yang Xiuqing (le futur roi de l'Est), un Hakka comme Hong Xiuquan, qui est pris de transes à la fin du printemps 1848 et devient alors le « porte-parole de Dieu le Père » ; et Xiao Chaogui (le futur roi de l'Ouest), un paysan qui, de son côté, devient le « porte-parole de Jésus ». En novembre 1849 enfin, la femme de Hong Xiuquan accouche de son fils, Tiangui Fu, à qui il abandonnera le trône du Royaume céleste peu avant la catastrophe finale.

### Premiers succès des Taiping et prise de Nankin
La carte ci-dessous permet de situer les provinces occupées, lors de sa plus grande expansion, par la révolte des Taiping :
- la province du Guangxi (le point de départ, abandonnée ensuite) ;
- Hubei (partie orientale) ;
- Jiangxi ;
- Zhejiang ;
- Anhui (partie sud) ;
- Zhejiang, Jiangsu (partie sud, avec Nankin).

On y voit aussi Shanghai, Tianjin et Pékin, notée Jingshi sur la carte (ce qui signifie « capitale »), trois villes menacées par les Taiping.
L'aire contrôlée par les Taiping peut apparaître relativement faible (trois fois la taille de la France) : elle regroupe, en fait, des provinces comptant parmi les plus fertiles et les plus peuplées de la Chine.

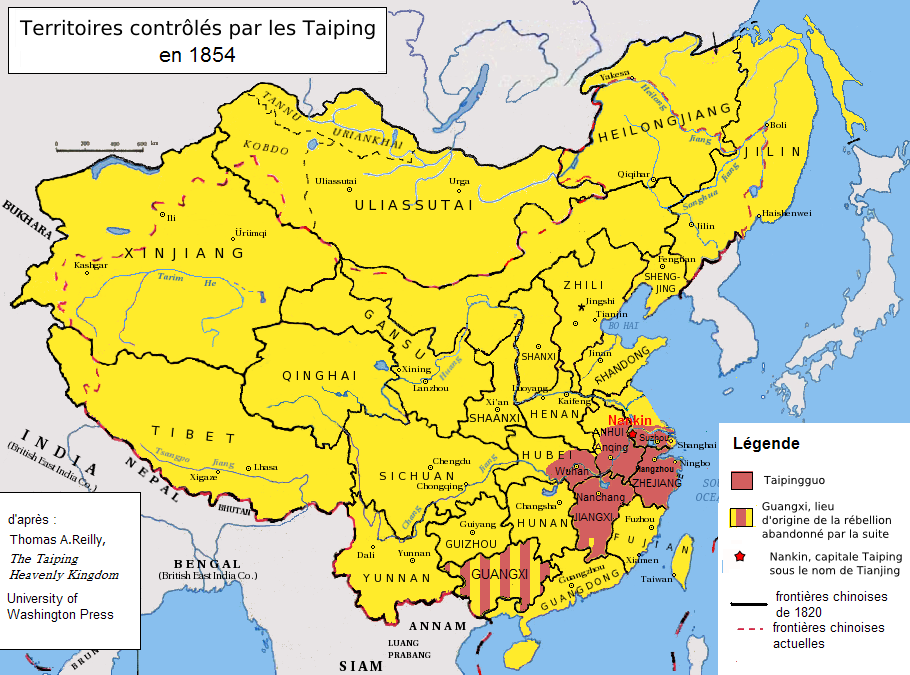

- 1850 : année de préparation au combat : dès le mois de février, Hong Xiuquan tient un langage martial, parlant en juillet de « la nécessité de se battre pour le Ciel ».
- 1850 (août et septembre) : on rassemble des armes, que l'on distribue aux membres de la Société.
- 1850 (en décembre) : début de la révolte des Taiping, avec le massacre d'une petite force d'une cinquantaine de soldats Qing.
- 1851 (janvier) : nouveau massacre de soldats Qing[19].
- 1851 (septembre) : l'armée des Taiping s'empare de leur première ville fortifiée, Yong'an dans le Guangxi.
- 1852 (printemps) : marche vers le nord, échecs devant les capitales régionales de Guilin et de Changsha, mais grands succès en Chine centrale, les Taiping prenant Wuchang, l'une des trois villes formant Wuhan, sur le Yangzi Jiang, avant de s'emparer finalement de Nankin, l'ancienne capitale des Ming, le 19 mars 1853[20]. Rebaptisée Tianjing (« capitale céleste »), la ville devient la capitale du royaume. L'armée des Taiping contrôle ainsi une grande partie de la Chine du Sud et de la vallée du Yangzi Jiang.

L'arrivée à Nankin est une date-clé pour le mouvement Taiping puisque c'est à partir de cette date que le « Royaume céleste » s'organise : Hong Xiuquan établit un « Système agraire de la dynastie céleste » ; il élabore dix « Commandements célestes », et constitue un système à la fois politique, religieux et social. Le mouvement adopte, dès la prise de Nankin, une organisation et une hiérarchie strictes, ce qui fait sa force initiale et le démarque des nombreuses révoltes du passé.
Les réformes mises en place sont radicales : l’esclavage est aboli, la polygamie et le bandage des pieds des femmes interdits. L'égalité des sexes (mais aussi leur rigoureuse séparation) est instaurée pour la première fois dans l'histoire du pays. Toutes les terres sont réparties également entre tous les habitants. Les récoltes, les vivres, les vêtements, les étoffes et l'argent sont mis en commun, puis redistribués égalitairement.
La religion occupe une place importante dans le « Royaume céleste ». La société Taiping présente d'ailleurs certaines des caractéristiques d'une secte, comme l’obligation d'assister aux offices religieux, toutes les semaines pour les adultes, tous les jours pour les enfants, ou encore la forte hiérarchisation, la centralisation des décisions, et la remise de tous les biens et de l'argent excédentaires au Trésor public. Ces caractéristiques de secte que l'on peut trouver chez les Taiping n'ont d'ailleurs rien d'étonnant si l'on considère l'influence qu'ont eue sur eux les sociétés secrètes du Guangxi. En signe de rébellion, les Taiping coupent la natte dont le port avait été imposé aux Chinois han au XVIIe siècle par la dynastie Qing (d'origine mandchoue) sous peine de mort. Ils se laissent pousser les cheveux, d'où le nom de « rebelles aux cheveux longs » (cháng máo fěi).
Si les Taiping englobent très majoritairement des paysans, ainsi que d'autres personnes de milieu défavorisé, tels que les mineurs zhuang, ils comptent aussi quelques rares personnes plus instruites ; celles-ci participent au mouvement à cause de leurs sentiments anti-mandchous, plutôt que pour la lutte sociale.

### Autres révoltes en Chine à la même époque
Une des difficultés que rencontre le gouvernement Qing pour lutter contre la révolte des Taiping est l'existence quasi simultanée d'un certain nombre d'autres révoltes, qui l'obligent à puiser dans ses ultimes réserves (amoindries par ailleurs par les deux guerres de l'opium), tant militaires que financières, pour faire face à ces crises simultanées. Les plus importantes de ces révoltes sont la révolte des Nian en Chine du Nord, la révolte des Panthay au Yunnan, et la révolte des Dounganes dans le Turkestan chinois.
La révolte des Nian en particulier pose un problème considérable aux Qing : elle éclate presque en même temps que la révolte des Taiping dont elle constitue l'équivalent septentrional, et elle dispose d'une cavalerie qui fait défaut aux Taiping, ce qui lui permet de couper les lignes de communication des Qing vers les provinces occupées par les Taiping. Face à une action coordonnée rapide entre les Taiping et les Nian, la dispersion des forces Qing sur un territoire aussi vaste aurait mené à une situation encore plus périlleuse pour le régime. Les provinces concernées par la révolte des Nian sont en effet le Shandong, le Jiangsu, le Henan et l'Anhui, c'est-à-dire une zone voisine de la zone occupée par les Taiping eux-mêmes, et en contrôlant d'ailleurs l'accès.
De fait, les Nian prêtent main-forte aux Taiping lors de l'expédition vers Pékin en juin 1853 ; de même, l'expédition Taiping de renfort de février 1854 reçoit un important appui des Nian. Mais aucune alliance formelle n'est nouée entre Taiping et Nian : les Taiping, imbus de leur origine céleste, montrent en effet une certaine arrogance vis-à-vis du chef des Nian, Zhang Lexing.
Ce n'est finalement qu'après la mort de Yang Xiuqing, puis le départ de Shi Dakai en 1857, que Li Xiucheng, plus pragmatique et moins soucieux d'exiger l'obéissance des Nian, met en place une véritable association avec les Nian. Cette alliance ne dure cependant que jusqu'en 1861, du fait des relations difficiles avec Zhang Lexing.

### Premières réactions des Qing face aux succès des Taiping

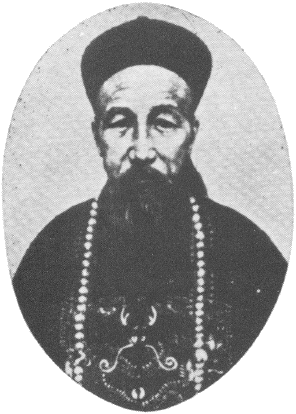
Zeng Guofan, fondateur de l'armée de Xiang.

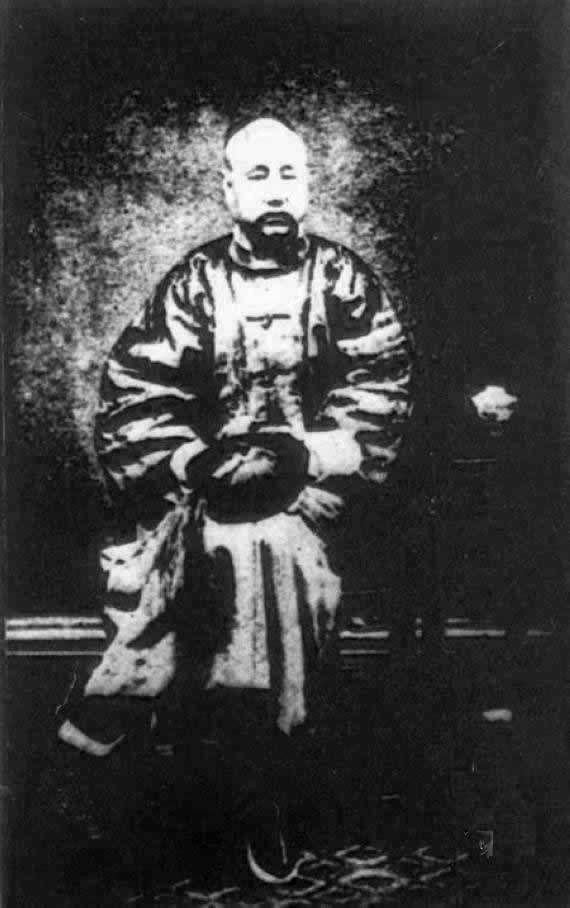
Le général mongol Sengge Rinchen.

Le gouvernement de la dynastie Qing prend conscience de l'ampleur de la révolte des Taiping, et les impériaux s'emploient à lever des armées pour la stopper. Le manque de généraux Qing qualifiés — qui s'explique par les autres révoltes en cours, telles la révolte des Nian, puis la révolte des Panthay — est cependant un frein à la lutte contre les Taiping.
Un des principaux dirigeants de l'armée impériale est Zeng Guofan (1811-1872), qui est chargé en 1853 par les Qing de lever une armée et de diriger les opérations. Cette armée, baptisée l'armée de Xiang, est initialement constituée et financée sur place, comme une milice d'auto-défense des propriétaires terriens. Un autre homme, Li Hongzhang, lève une milice dans sa province de l'Anhui, dont les succès face aux Taiping attirent l'attention de Zeng Guofan. Cette « armée de l'Anhui » (Huai Jun) joue ensuite un rôle considérable, puisque Li Hongzhan en fait plus tard la base de l’armée de Beiyang, la première armée chinoise moderne.
L'armée de Xiang, chargée au départ uniquement de contrer les Taiping dans le Hunan, se montre rapidement efficace, et est peu à peu utilisée par le gouvernement Qing en lieu et place de l'armée régulière du pays. Elle compte jusqu'à 360 000 hommes, et joue un rôle essentiel dans la reconquête de Nankin en 1864.
En 1853-1854, le « royaume céleste de la Grande Paix » cherche à s'étendre vers le nord et vers l'ouest. L'« armée du Nord » des Taiping arrive en octobre 1853 dans la région de Tianjin, à une centaine de kilomètres de Pékin, mais ne peut prendre la capitale à cause du froid de l'hiver pékinois qui arrive et du manque de vivres. En 1854, elle est vaincue par les troupes Qing commandées par le général mongol Sengge Rinchen, et les restes de l'armée sont écrasés en mars 1855, après une ultime résistance à Lianzhen, près du Grand Canal. Lin Fengxiang, le général Taiping, est mis à mort par Sengge Rinchen.
Outre l'offensive des Taiping vers Pékin, qui se termine par un grave échec et ne sera pas renouvelée, les années 1854 et 1855 sont marquées par des combats sur d'autres fronts, dans le Hunan ou sur le cours du Yangzi Jiang. Comme au nord, ces combats marquent aussi un coup d'arrêt à l'avancée des Taiping. Ainsi, le 25 juillet 1854, les Qing remportent une importante victoire au lac Dongting, dans le Hunan, qui sauve une nouvelle fois Changsha.
Les années 1854 et 1855 voient également des combats indécis se dérouler sur la partie centrale du cours du Yangzi, autour de Wuhan, qui est prise deux fois, et perdue deux fois. De même, Wuhu, située sur le Yangzi Jiang en amont de Nankin, fait l'objet de combats acharnés et change de main huit fois entre 1853 et 1855.
En octobre 1855, les Qing remportent aussi la victoire à la bataille de Tongcheng, qui empêche les Taiping de contrôler le Hunan. Enfin, en novembre 1855, Luzhou est reprise par les Qing après un siège de 22 mois ; les Taiping qui la défendaient, épuisés et affamés, sont écrasés.

### Désillusions et luttes intestines chez les Taiping

#### Les désillusions
Le royaume de Hong Xiuquan va voir son élan s'enrayer. La marche vers le nord s'arrête en pratique après la prise de Nankin. Peu à peu, le mouvement, qui avait pris une grande ampleur, voit les territoires qu'il contrôle rapidement se réduire. Les expéditions contre Pékin échouent, notamment à cause des paysans du nord qui n'adhérent pas à la révolte, et à cause de l'absence d'une alliance forte avec la révolte des Nian.
Les principes énoncés ne sont plus respectés par les plus hauts gradés dans la hiérarchie. Hong Xiuquan et les dirigeants des Taiping pratiquent la polygamie, alors que celle-ci a été interdite. L'application des règles est pratiquée avec brutalité : les fumeurs d'opium sont décapités, et leurs têtes sont accrochées aux murs dans des cages, ; Xiao Chaogui, le roi de l'Ouest, fait juger et exécuter ses parents parce qu'ils vivent ensemble, en contradiction avec la loi Taiping d'avant mars 1855, qui interdit à l'époque toute relation entre homme et femme, même mariés.
Par ailleurs, à partir de 1853, Hong Xiuquan cesse de s'impliquer activement dans la conduite des affaires : on parle même de chef « invisible ». Ce changement dans la direction du mouvement s'opère au bénéfice de Yang Xiuqing, le « Roi de l'Est » et « Conseiller militaire » ; celui-ci cumule en fait les pouvoirs de général en chef de l'armée Taiping et de premier ministre, au travers de son titre de « Seigneur des 9 000 ans ». Hong Xiuquan ne règne plus que par des proclamations écrites essentiellement centrées sur des questions religieuses, à partir de son « palais du Roi céleste » à Nankin. 
La paysannerie, tant défendue au début de la révolte, est peu à peu oubliée : ainsi par exemple, les dirigeants vivent dans le luxe, et les concepts de société sans classe et d'égalité entre hommes et femmes, si forts au début, sont bafoués par la mise en place d'une hiérarchie marquée, dans laquelle le droit d'avoir plusieurs femmes est devenu une marque importante de pouvoir.

#### Les luttes intestines et le «massacre de Tianjing»

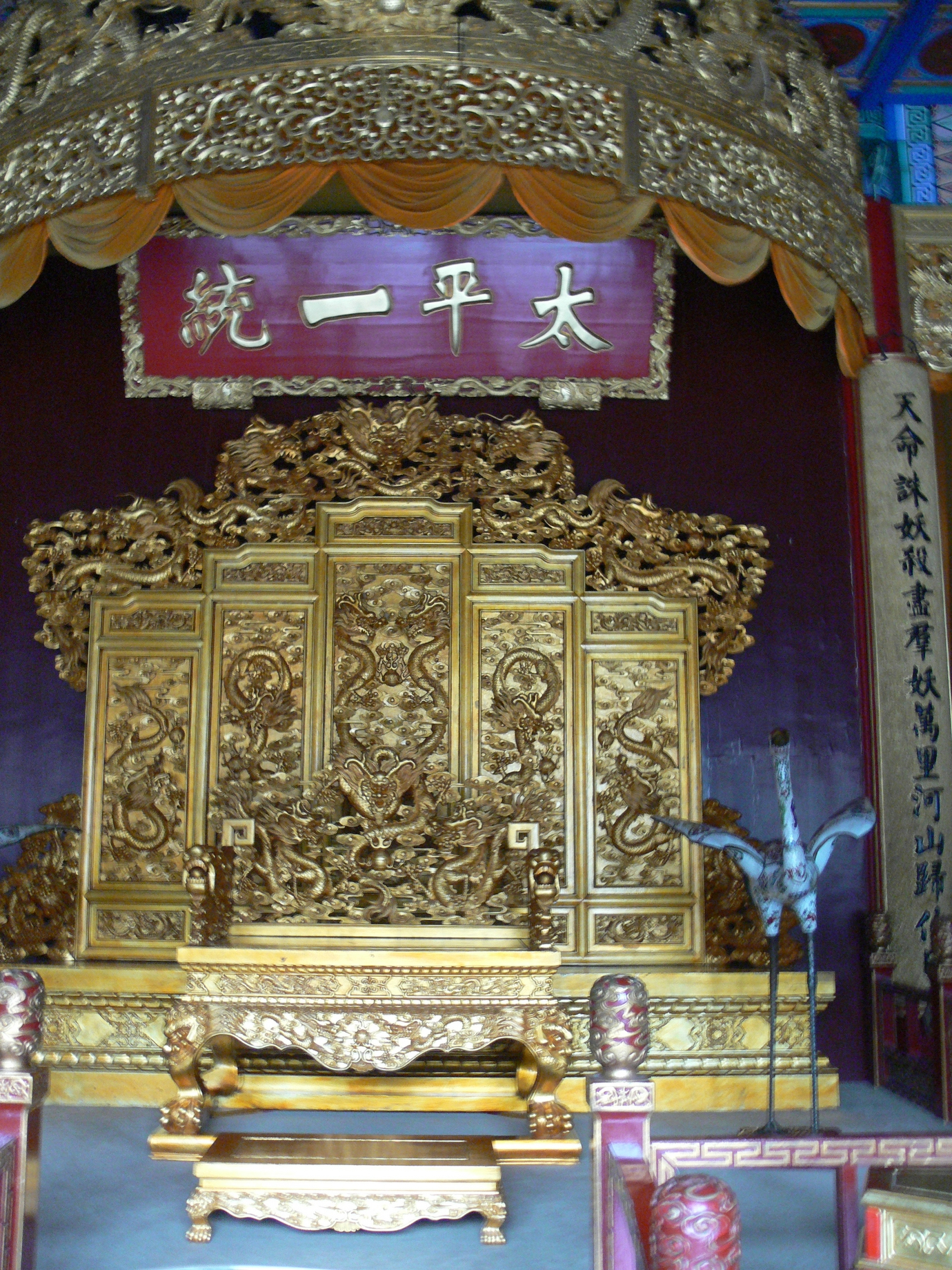
Trône du roi céleste, Hong Xiuquan.

L'unité du mouvement vole en éclats lorsque les dirigeants Taiping eux-mêmes se livrent à des luttes intestines. En 1856, à Nankin, le second de Hong Xiuquan, Yang Xiuqing, qui intriguait pour prendre le pouvoir, est mis à mort par Wei Changhui, le « roi du Nord », et par Qin Rigang, rappelés précipitamment, ainsi que Shi Dakai, par Hong Xiuquan pour contrecarrer les manœuvres de Yang Xiuqing. Ce meurtre est suivi par le massacre par Wei Changhui des troupes restées fidèles à Yang Xiuqing. Wei Changhui et Qin Rigang sont eux-mêmes assassinés peu après, sur ordre de Hong Xiuquan, pour avoir essayé d'assassiner aussi Shi Dakai à son retour. Cet évènement est sans aucun doute le point de départ de la désagrégation de la cause Taiping, désormais en proie à la suspicion de ses chefs les uns envers les autres.
Cette série de meurtres est connue sous le nom de « massacre de Tianjing » (Tianjing, la « Capitale du Ciel », donc Nankin), et marque un tournant capital, en décimant le haut commandement Taiping, et en cassant définitivement l'unité du mouvement.
Cette désagrégation est encore accentuée, dès l'année suivante, en 1857, par le départ de Shi Dakai, le « roi des Côtés » (Yi Wang), vers le sud-ouest où il va faire la guerre à son compte. Le départ de Shi Dakai, accompagné d'une armée de cent mille hommes, fait suite à la mort de sa femme et de ses enfants, massacrés au cours du coup de force de Wei Changhui, ainsi qu'à la défiance que lui témoigne désormais Hong Xiuquan.
Enfin, Hong Rengan (1822-1864), un cousin de Hong Xiuquan, rejoint les Taiping en 1859 à la demande du roi céleste. Il revitalise pour un temps le mouvement par ses idées modernes, qu'il ne peut malheureusement guère mettre en œuvre. Au contraire, il est mis à l'écart au printemps 1861, sous la pression des deux frères corrompus de Hong Xiuquan, Hong Renfa et Hong Renda, au profit du jeune fils de Hong Xiuquan, Hong Tianguifu.

### La défaite finale face aux Qing
Les querelles internes ont durablement désorganisé le royaume des Taiping, et éliminé un certain nombre de leurs meilleurs généraux. L'élan est cassé, et la question d'étendre le royaume vers Pékin n'est plus à l'ordre du jour. Du côté des Qing, les armées inefficaces du début sont secondées par l’armée de Xiang et l’armée de l'Anhui. Et bientôt, les Occidentaux abandonnent leur neutralité.
L'appui des Occidentaux, à partir de 1860 environ, est acquis aux Impériaux, et principalement celui de la France et du Royaume-Uni. Ces deux pays étaient restés neutres au départ dans ce conflit interne, car ils menaient par ailleurs la seconde guerre de l'opium contre le gouvernement des Qing, et regardaient avec sympathie les Taiping « chrétiens ». Mais après les missions d'observation de 1854 (qui conclurent à la difficulté de traiter avec les Taiping et au caractère fantaisiste de leur christianisme), et surtout avec la fin de la seconde guerre de l'opium (1856-1860), conclue par le traité de Tianjin en 1858, puis la convention de Pékin en 1860, les raisons de se distancier du gouvernement Qing cessent. La convention de Pékin accorde en effet à la France, au Royaume-Uni et à l'Empire russe de grands avantages commerciaux et territoriaux (Hong Kong pour les Anglais, une partie de la Mandchourie pour la Russie).

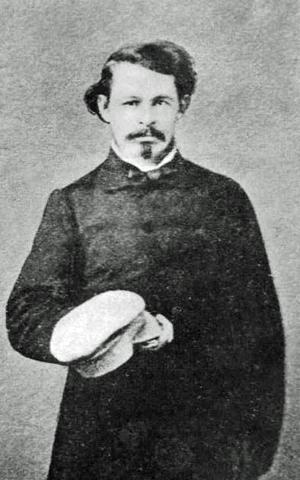
Frederick Townsend Ward en 1861, alors qu'il mettait sur pied l’Armée toujours victorieuse pour défendre Shanghai.

Les Britanniques fondent leur décision de ne pas rester neutres sur quatre points :
1. Protéger les intérêts commerciaux du Royaume-Uni, et en particulier le commerce de l'opium, commerce auquel les Taiping sont radicalement opposés ;
2. Répondre favorablement à l'approche désormais conciliante des Qing ;
3. Mettre fin aux destructions provoquées par les Taiping ;
4. Réagir à la façon déplacée dont Hong Xiuquan traite les envoyés occidentaux, considérés comme de simples « porteurs de tribut » venus s'incliner devant « le Seigneur de tous les royaumes ».

Cette aide occidentale s'explique enfin également par le fait que les Taiping essaient à plusieurs reprises (1860, 1862) de s'emparer de la ville de Shanghai, dont le port, ouvert aux Occidentaux, est pour eux essentiel en tant que principal point d'accès en Chine.
L'échec des Taiping devant Shanghai en 1860, suivi par l'incapacité à reprendre le contrôle du cours supérieur du Yangzi Jiang, marque une nouvelle phase de la guerre : les Taiping échouent en effet à contrôler l'ensemble du Yangzi, alors que ce fleuve est l'axe central de leur royaume. Simultanément, ils se sont aliéné les Occidentaux en menaçant Shanghai, ce qui conduit au financement par les négociants de la ville, dès 1856, d'une troupe de 5 000 combattants chinois, encadrée et entraînée à l'occidentale par des volontaires européens et américains, bientôt appelée « Armée toujours victorieuse ». Son commandant, Frederick Townsend Ward, un aventurier américain ayant une vision claire de ce que devait être une armée efficace, la commande avec brio jusqu'à sa mort, en 1862. Les succès remportés sont si nombreux et si réguliers que le nom d’« Armée toujours victorieuse » lui est conféré après la seconde attaque infructueuse des Taiping sur Shanghai, en janvier-février 1862 (les défenseurs sont d'ailleurs aidés par une chute de neige qui dure 58 heures, accompagnée d'une température de −12 °C, qui prend par surprise les Taiping). À la suite de la mort de Ward, le capitaine britannique Charles Gordon, alors âgé de 29 ans, prend le commandement de la troupe, et ne tarde pas à accéder au grade de lieutenant-colonel. Il va lui aussi être un acteur important dans la victoire finale sur les Taiping. 

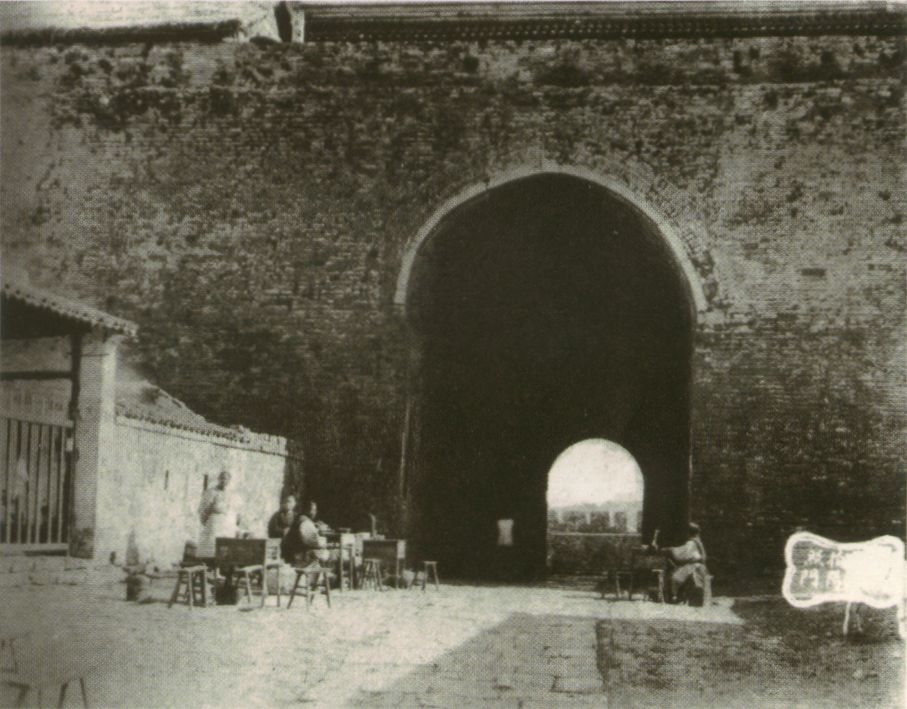
Les fortifications de Nankin au XIXe siècle.

Une très grave défaite a lieu à Anqing le 5 septembre 1861 : les Taiping sont lourdement battus par l’armée de Xiang.
Le « Royaume céleste » vole alors en éclats, face à « l’Armée toujours victorieuse » qui reprend Suzhou en 1863, et face à l’armée de Xiang qui assiège Nankin l'année suivante : alors que cette ville vient à manquer de vivres, Hong Xiuquan cherche à s'alimenter avec des herbes sauvages, et meurt d'intoxication alimentaire, le 1er juin 1864. Le 19 juillet 1864, après de longs travaux de sape, Zeng Guofan fait sauter le rempart « est » de la ville, et les troupes Qing s'engouffrent dans Nankin, écrasant les Taiping dans de sanglants combats de rue, qui font plus de 100 000 morts. Une troupe franco-chinoise a été constituée sur le modèle de celle de Ward, dirigée par des officiers français, commandée par les officiers de marine Paul-Alexandre Neveue d’Aiguebelle puis Prosper Giquel. Ils participent aux derniers combats de juillet 1862 à juillet 1864.
Mais la reconquête de Nankin ne marque pas pour autant la fin de la guerre civile, des bandes de centaines de milliers d'anciens Taiping continuant à livrer combat, jusqu'en août 1871, où le général Li Fuzhong (李福忠), commandant les restes de l'armée de Shi Dakai, est finalement écrasé par les Qing. Ensuite seulement, la paix revient réellement dans cette partie de la Chine.

## Chronologie

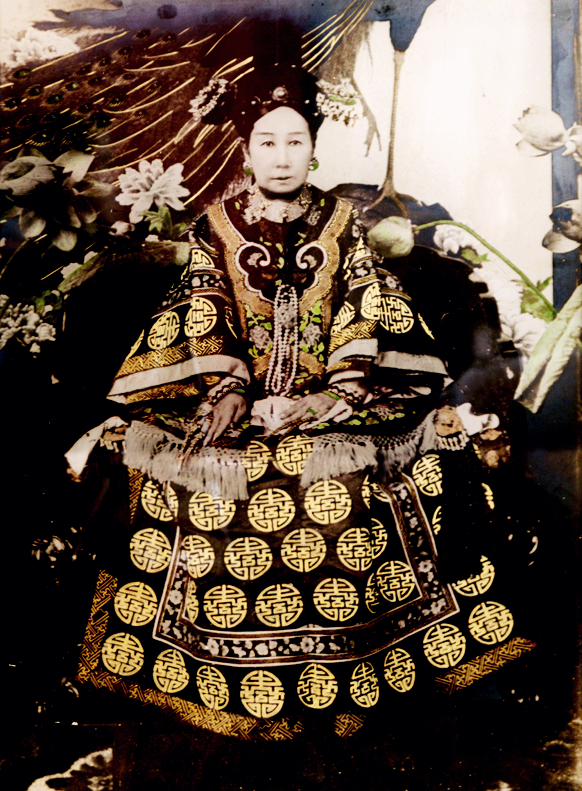
Portrait de l'impératrice douairière Cixi, qui détint le pouvoir après la mort de l'empereur Xianfeng, en 1861.

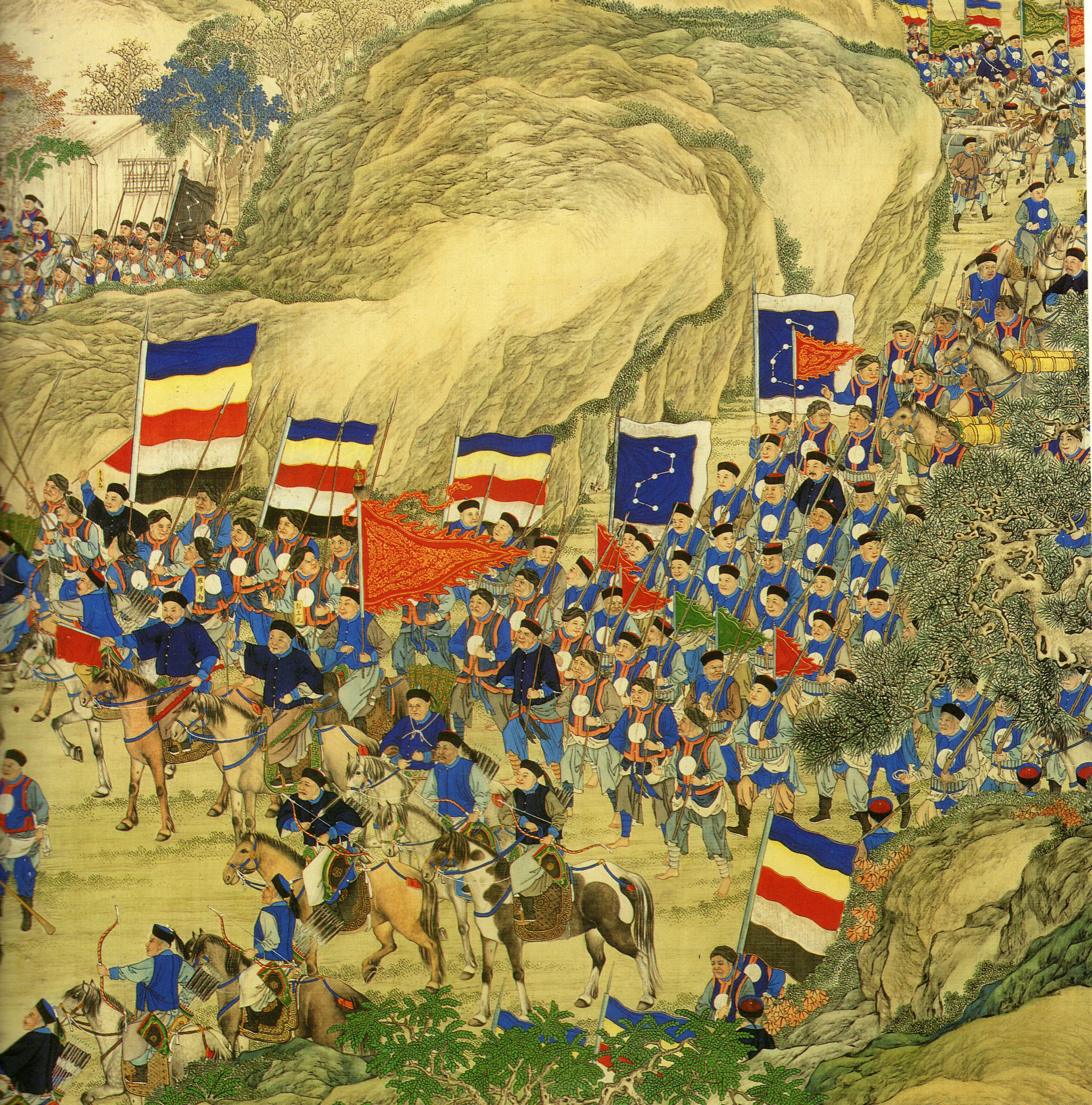
L'armée impériale vers 1860.

- 1837 : après son troisième échec aux examens, Hong Xiuquan fait une forme de dépression nerveuse pendant laquelle il a des visions mystiques.
- 1839-1842 : première guerre de l'opium.
- 1843 : après la lecture de brochures chrétiennes, Hong Xiuquan comprend que ses visions lui montraient Dieu le Père, dont il serait le fils cadet.
- 1844-1845 : Hong Xiuquan commence à prêcher dans les montagnes du Guangxi, et rassemble ses premiers disciples.
- 1850 : en décembre, Hong Xiuquan et ses hommes attaquent pour la première fois et mettent en pièce une petite troupe Qing.
- 1851 : Hong Xiuquan fonde la dynastie du royaume céleste de la Grande Paix (Tàipíng Tiān Guó).
- 1852 : les Taiping progressent vers le nord.
- 1853 : les armées Taiping sont de plus en plus nombreuses. Le 19 mars, les Taiping prennent la ville de Nankin, qui devient leur capitale, puis commencent à marcher vers Pékin. Ils atteignent Tianjin le 30 octobre, mais échouent à prendre Pékin.
- 1853-1856 : expédition vers l'ouest par les Taiping, pour contrôler le cours supérieur du Yangzi Jiang. Succès mitigés.
- 1856 : assassinat de trois des chefs du mouvement lors du massacre de Tianjing. Débarquement de 5 000 soldats britanniques à Canton le 23 octobre 1856 (début de la seconde guerre de l'opium).
- 1857 : Shi Dakai, le général en chef des Taiping, abandonne son camp, accompagné de 100 000 hommes, à la suite du massacre de Tianjing où il a failli être assassiné, et face à la défiance que lui témoigne désormais Hong Xiuquan.
- 1860 : les Taiping s'emparent de Hangzhou et Suzhou (au mois de juin), mais échouent devant Shanghai (en août), défendue avec l'aide des Occidentaux. Le 24 octobre, la convention de Pékin met fin à la seconde guerre de l'opium, et donc, au contentieux opposant les Qing aux Occidentaux.
- 1861 : l’empereur Xianfeng meurt ; l'impératrice douairiaire Cixi lui succède.
- 1860-1862 : Frederick Townsend Ward créé le « Shanghai Foreign Arms Corps » pour défendre Shanghai, puis le développe pour en faire ce qui devient l'Armée toujours victorieuse, commandée ensuite par Charles Gordon.
- 19 juillet 1864 : Nankin est reprise, et les principaux chefs Taiping tués. La dynastie mandchoue est sauvée. Hong Xiuquan lui-même est mort peu avant que Nankin ne soit reprise par l'armée impériale.
- août 1871 : les dernières bandes Taiping du général Li Fuzhong (les restes de l'armée de Shi Dakai) sont écrasées.
- 1880 : les Taiping ayant fui la Chine s'engagent dans les « Pavillons noirs ».

## Les forces en présence
Les armées qui s'affrontent sont l'armée des Taiping d'une part, opposée à l'armée régulière chinoise (l'Étendard vert et les Huit Bannières), ensuite et surtout l'armée de Xiang, levée et entraînée par le général « Qing » Zeng Guofan, puis l'armée de l'Anhui, levée et entrainée par Li Hongzhang, et enfin, à partir de 1860, « l'Armée toujours victorieuse ».

### L'armée des Taiping

#### Organisation
L'organisation d'un corps d'armée Taiping était la suivante :
- 1 général (transcription Wade-Giles : Chün shuai) ;
- 5 colonels (Wade-Giles : Shih shuai) ;
- 25 capitaines (Wade-Giles : Lü shuai) ;
- 125 lieutenants (Wade-Giles : Tsu chang) ;
- 500 sergents (Wade-Giles : Liang ssu ma) ;
- 2 500 caporaux (Wade-Giles : Wu chang) ;
- 10 000 fantassins.

Cette organisation, faisant appel au chiffre « 5 », reflète l'organisation mise en place dans les campagnes, fondée sur des « unités familiales » regroupant 5 fois 5 familles : en effet, chaque famille devait contribuer à l'armée Taiping en envoyant un soldat ; un corps d'armée était donc la force militaire correspondant à 13 156 familles.
Ces corps d'armée étaient placés dans des armées de taille variable. En plus des principales armées Taiping, organisées selon les principes ci-dessus, il y avait aussi des milliers de partisans favorables aux Taiping qui formaient des troupes d'irréguliers.
Le nombre total d'hommes combattant dans l'armée des Taiping est difficile à estimer, et a d'ailleurs varié selon les périodes, mais les estimations se situent entre un et trois millions d’hommes. La principale source contemporaine est celle fournie par Ling Shanqing, un fonctionnaire Taiping, selon laquelle « les 112 armées de l'insurrection Taiping comptaient en tout 3 085 021 hommes, officiers, combattants, serviteurs et secrétaires » ; les trois millions d’hommes qu'auraient pu comporter les forces Taiping semblent donc bien un nombre maximum.
Une particularité très inhabituelle de l'armée des Taiping était le nombre important de femmes qu'elle comprenait, de l'ordre de cent mille qui combattaient dans « l'Armée des femmes » des Taiping.

#### Structure ethnique

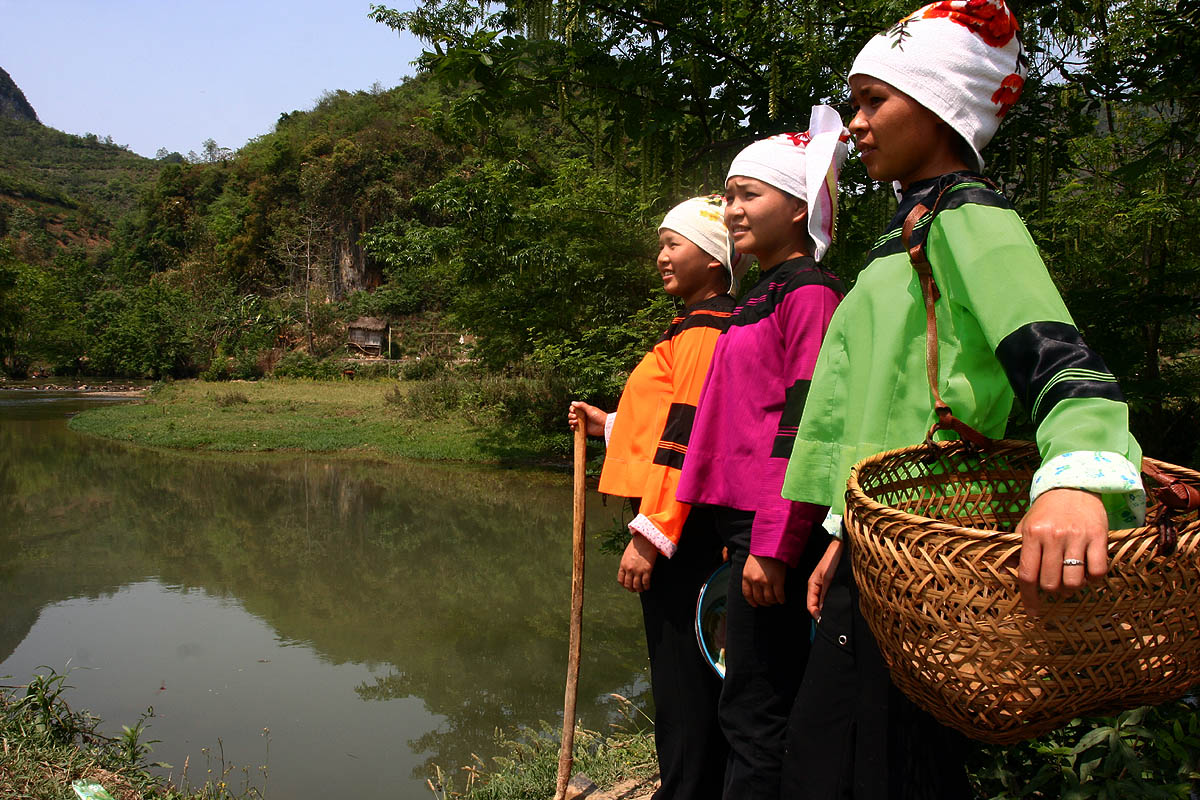
Femmes Zhuang dans le Yunnan.

Ethniquement, l'armée des Taiping était formée au début essentiellement de deux groupes : les Hakka, un sous-groupe de la population Han (客家 ; pinyin : kèjiā, littéralement : « familles invitées »), et les Zhuang (chinois : 壯族 ; chinois simplifié : 壮族 ; pinyin : Zhuàngzú), un groupe ethnique non han.
Ces deux groupes constituaient des minorités par rapport à la population Han dominante dans la Chine du Sud. Ce n'est donc pas un hasard que Hong Xiuquan et les autres princes Taiping aient été des Hakka.
Comme leur nom de « familles invitées » le suggère, les Hakka étaient considérés comme des immigrés de fraîche date, souvent soumis aux moqueries et à l'hostilité de la majorité Han. En tant que derniers arrivants, ils ne cultivaient bien souvent que les terres les plus pauvres. C'est pourquoi les Hakka ont historiquement montré une beaucoup plus grande propension à la révolte que d'autres populations han.
Quant aux Zhuang, c'est une population indigène d'origine tai, qui constitue la population non-Han la plus importante de Chine. Peu à peu, au cours des siècles, les communautés zhuang ont assimilé la culture han. Ceci put se faire sans trop de difficultés, même si la langue parlée par les Zhuang n'a rien à voir avec le chinois, car la culture han de la région témoigne d'une grande diversité linguistique, dont elle s'accommode facilement.
Cependant, une certaine tension entre Han et Zhuang était inévitable, menant parfois à des rébellions de la part des Zhuang.

#### Structure sociale
Socialement et économiquement, les Taiping venaient presque exclusivement des classes les plus humbles. Beaucoup des soldats Taiping du Sud étaient d'anciens mineurs, particulièrement ceux d'origine Zhuang. Très peu de Taiping, même parmi leurs chefs, venaient de la bureaucratie impériale. Pratiquement aucun n'était propriétaire terrien, lesquels propriétaires terriens étaient d'ailleurs bien souvent exécutés dans les territoires occupés par les Taiping. En cela, l'armée des Taiping était fort proche de l'Armée populaire de libération du XXe siècle.

#### Généraux
Il s'avéra vite que les généraux Taiping témoignaient d'une habileté militaire supérieure à celle de la plupart des généraux Qing.
Les principaux généraux Taiping furent les suivants :
- lors des débuts, de 1851 à 1854 : Xiao Chaogui, Wei Changhui, Shi Dakai, Qin Rigang, Lin Qirong (林啟榮), Lai Hanying (賴漢英), Zeng Tianyang (曾天養), Li Kaifang, Luo Dagang (羅大綱) ;
- de 1855 à 1859 : Li Xiucheng, Chen Yucheng, Yang Fuqing, Wei Jun, Li Shixian, Ye Yunlai, Huang Chengzhong, Liu Chunlin (劉瑲琳) ;
- vers la fin, de 1860 à 1864 : Li Rongfa, Lai Wenguang, Chen Kunshu.

À la tête de l'ensemble des forces armées Taiping se trouvait le « conseiller militaire » (軍師). Celui-ci fut tout d'abord Yang Xiuqing, puis, après l'assassinat de ce dernier en 1856, et le départ de Shi Dakai en 1857, le poste de conseiller militaire resta inoccupé.

### Les forces soutenant les Qing

La « bannière jaune à bordure », emblème d'une des unités d'élite de l'armée mandchoue traditionnelle.

L'armée régulière alignait au moins deux millions d’hommes, mal entraînés, mal payés, mal équipés, et de plus — dans le cas de l'armée de l’Étendard vert, composée presque exclusivement de Hans, à la différence des Huit Bannières mandchoues — peu motivés à se battre pour une dynastie mandchoue qui avait montré son incompétence et sa corruption.
L’armée de Xiang alignait 360 000 hommes environ en 1860 ; cependant, l'empereur Qing se rend vite compte de sa nette supériorité sur l'Étendard vert, et même sur les « Bannières » mandchoues, et augmente en conséquence son champ d'action, initialement limité au Hunan, pour l'étendre à d'autres provinces en lieu et place de l'armée régulière.
« L’Armée toujours victorieuse » enfin, toute petite avec ses cinq mille hommes, mais d'une grande efficacité, et affrontant régulièrement avec succès des forces Taiping dix fois plus nombreuses. Mais la petite armée formée par Ward était entraînée et équipée à l'occidentale, et disposait du meilleur armement disponible ; disciplinée et mobile, elle était appuyée par une flottille de canonnières et des moyens de transport.

## Organisation du «royaume céleste» des Taiping

### Le «programme politique» du royaume
C'est après l'installation de leur capitale à Nankin, en 1853, que les Taiping promulguent un édit intitulé « Régime agraire de la dynastie céleste », définissant un programme complet de réorganisation de la société, et non pas uniquement de l'agriculture. La plupart des mesures ci-dessous figurent en effet dans ce programme, qui précise également l'organisation et l'administration à mettre en place dans les villes et les campagnes :
- la propriété privée est abolie et toutes les terres sont désormais détenues et réparties par l'État[49]. Ce programme rappelle quelque peu le programme de la révolution « communiste » que Wang Mang avait mis en œuvre deux mille ans plus tôt, en l'an 9 après Jésus-Christ (mais au nom des principes confucéens) ; les terres, les moyens de culture, et les récoltes (en particulier en cas de pénurie) sont mises en commun[50] ;
- les terres sont données à cultiver, à titre précaire, de façon strictement égalitaire pour toute personne âgée de 15 ans révolus et plus ;
- les sexes sont déclarés égaux. Ce fut le tout premier régime chinois à admettre que les femmes se présentent aux examens pour entrer dans la fonction publique. De même, les femmes ont les mêmes droits que les hommes en ce qui concerne la répartition des terres[51] ;
- les sexes sont rigoureusement séparés ; il y a des unités militaires uniquement constituées de femmes. Jusqu'en mars 1855, même les couples mariés n'ont pas le droit de vivre ensemble ou d'avoir des relations sexuelles[52] ; les visites sont permises, à condition de se parler à voix haute et sans franchir le seuil[53]. Il est interdit aux hommes de donner leurs vêtements à laver ou à recoudre à une femme, car « avec un contact aussi intime, des relations amoureuses ne pourraient être évitées[54] ». La séparation des sexes est abandonnée en mars 1855. On organise alors à Nankin des mariages par tirage au sort. À cette occasion, les grands dignitaires ont droit à 10 femmes chacun, et Hong Xiuquan comme Yang Xiuqing à beaucoup plus. Le fils de Hong Xiuquan, lorsqu'il atteint l'âge de 9 ans, en reçoit 4. Environ un millier de femmes se suicident pour échapper aux mariages ainsi organisés[55] ;
- le pays est doté d'une organisation et d'une hiérarchie militaire, prévoyant la centralisation de toutes les activités au niveau national, et ne laissant pas de place aux droits individuels ou aux prérogatives locales ;
- le bandage des pieds des femmes est interdit (les Hakka n'avaient jamais suivi cette tradition Han, et par conséquent, les femmes Hakka avaient toujours pu participer aux travaux des champs) ;
- l'homosexualité masculine est punie de mort pour toute personne âgée de 15 ans révolus ou plus[54] ;
- la natte imposée aux Chinois han par le régime mandchou est abandonnée au profit de la chevelure longue ;
- le sujet d'étude comptant pour les examens d'entrée dans la fonction publique est désormais la Bible, et non plus les « classiques » confucéens ;
- la langue chinoise est simplifiée ;
- la détention et la propagation des classiques confucéens sont interdites, de même que la simple référence à leur contenu ;
- les images d’« idoles » sont détruites (représentations bouddhistes, taoïstes…)[48] ;
- un calendrier solaire remplace le traditionnel calendrier lunaire ;
- d'autres mesures sont promulguées, qui comprennent la prohibition de l'opium, du jeu, du tabac, de l'alcool, ainsi que l'interdiction de la polygamie (y compris le concubinage), de l'esclavage, des mariages forcés, de la prostitution, de l'abandon des petites filles, de l'adultère et de la sorcellerie ; les dots sont par ailleurs supprimées. Les sanctions en cas de non-respect de ces lois sont draconiennes ; ainsi le fait de fumer est puni de 100 coups de fouet à la première infraction, de 1 000 coups de fouet à la seconde, et de la peine de mort à la troisième[56].

Mais toute cette législation se révèle remarquablement inefficace, et d'ailleurs appliquée brutalement et sans discernement. Tous les efforts sont en fait concentrés sur l'armée, et l'administration civile est des plus médiocres. Les nouvelles règles sont mises en place dans les principales villes, mais sans grand souci de les appliquer dans les campagnes, que les Taiping contrôlent d'ailleurs fort mal.

### L'administration du royaume

#### Les «rois» du royaume céleste des Taiping

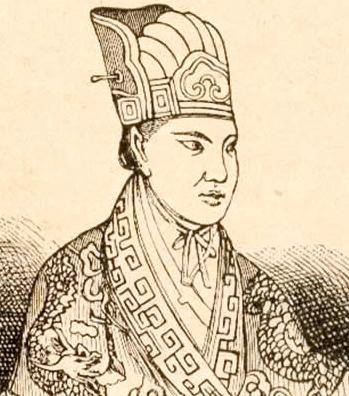
Hong Xiuquan, fondateur du royaume céleste des Taiping.

Sous l'autorité suprême du « roi du Ciel » (天王), Hong Xiuquan, le territoire est partagé entre des chefs provinciaux appelés rois (王, Wang).
Initialement, il n'y en a que cinq : les rois des quatre points cardinaux, et le roi des Côtés (Yi Wang). Parmi les chefs provinciaux ainsi nommés dans les premiers temps du royaume Taiping, deux, le roi de l'Ouest, Xiao Chaogui, et le roi du Sud, Feng Yunshan sont tués au combat en 1852. Le roi de l'Est, Yang Xiuqing, est ensuite assassiné par le roi du Nord, Wei Changhui, lors du massacre de Tianjing, en septembre-octobre 1856, à la suite de quoi le roi du Nord, Wei Changhui est lui-même assassiné à son tour. À la suite de ce massacre, le roi des Côtés, Shi Dakai, quitte définitivement les Taiping accompagné de son armée.
Hong Xiuquan nomme alors de nouveaux chefs. Ce sont :
- le roi de Zhong (« Prince loyal »), Li Xiucheng (1823-1864), capturé et exécuté par les impériaux Qing ;
- le roi de Ying (« Prince héroïque »), Chen Yucheng (1837-1862) ;
- le roi de Gan, Hong Rengan (1822-1864, exécuté), cousin de Hong Xiuquan ;
- le roi de Jun, Lai Wenguang (1827-1868), qui, après la chute de Nankin, rejoindra la révolte des Nian, dont il deviendra l'un des chefs ;
- le roi de An, Hong Renfa, frère aîné de Hong Xiuquan ;
- le roi de Fu, Hong Renda (exécuté par les impériaux Qing en 1864), second frère aîné de Hong Xiuquan ;
- le roi de Yong (勇王), Hong Rengui (洪仁貴), et bien d'autres encore, car, lors des dernières années de son règne, Hong Xiuquan distribue les titres de façon extrêmement généreuse.

Quant au fils aîné de Hong Xiuquan, le « Jeune Prince » Hong Tianguifu, il lui succède quelques mois avant la mort de Hong Xiuquan. Il est exécuté au mois d'octobre 1864.

#### La hiérarchie dans le royaume céleste
La hiérarchie des titres dans le royaume céleste se compose comme suit :
- le roi céleste (Tiān Wáng), tout d'abord Hong Xiuquan ;
- les rois (Wáng) ;
- le marquis (Hóu) ;
- le chancelier (Chéng Xiàng) ;
- le grand secrétaire (Jiān dian) ;
- le commandant (des armées) (Zhǐ Huī) ;
- le général (Jiāng Jūn).

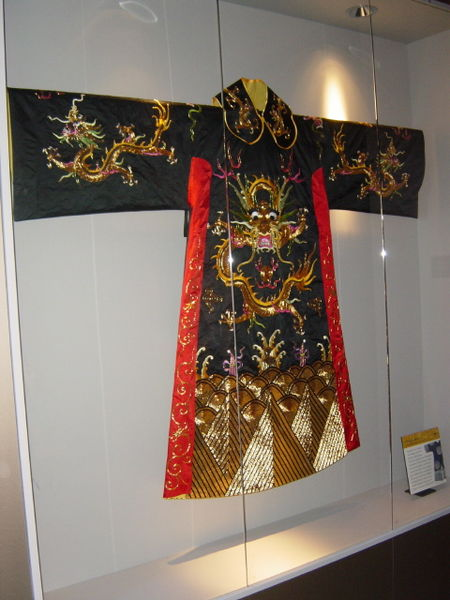
Un vêtement Qing orné de dragons (réplique moderne).

Tout ceci est extrêmement codifié, et se reflète dans les attributs de pouvoir auxquels a droit chaque niveau de cette hiérarchie. Les sceaux auxquels ont droit les différents dignitaires du royaume en sont un exemple : la taille en est strictement hiérarchisée, du plus grand (le roi céleste) au plus petit, ainsi que leur matière (par exemple, sceau d'or pour les Rois, sceau d'argent pour les marquis, pour terminer par des sceaux en bois).
Les titres aussi reflètent clairement le pouvoir de chacun : Hong Xiuquan est le « Seigneur des dix mille ans », Yang Xiuqing est le « Seigneur des neuf mille ans », et les autres rois sont les « Seigneurs des cinq mille ans ». L'importance accordée aux titres se traduit par le fait que les Taiping porteurs du nom Wang (l'un des plus fréquents en Chine), qui veut dire « roi », sont obligés d'accoler au sinogramme Wang (王) la « clé » du chien, 犭 (quǎn) (chien), pour éviter toute ambiguïté, au moins visuelle. Mais aussi les vêtements : Hong Xiuquan a le droit d'y faire figurer neuf dragons, Yang Xiuqing huit, et les autres rois, quatre seulement. Les palanquins : celui du Tian Wang, le Roi céleste Hong Xiuquan, est porté par 64 hommes, celui du roi de l'Est Yang Xiuqing par 40 hommes, puis 32 pour les autres rois, puis 16, 8 ou enfin 4 selon le rang. La taille des harems est liée directement au rang ; les deux plus importants sont ceux de Hong Xiuquan et de Yang Xiuqing. Les ornements de porte ont également leur rôle : deux dragons et un phénix sur la porte du palais du Ciel, un dragon et un phénix sur la porte du roi de l'Est (Yang Xiuqing), un dragon et un tigre pour les autres rois, un éléphant pour les chanceliers, un léopard sur un nuage pour les généraux, un léopard sur une montagne pour les autres officiers… Le concept de société égalitaire ne commence donc à s'appliquer qu'assez bas dans la hiérarchie.

#### L'administration des villes
Dans les très grandes villes, telles que Wuchang et Nankin, la séparation des sexes est appliquée de façon rigoureuse : les hommes sont logés dans un bâtiment, les femmes et les enfants dans un autre. Hommes et femmes sont regroupés dans ces bâtiments par groupes de 25 (appelés guan), en fonction de leur métier. Il y a donc des guan de maçons, de charpentiers, de tailleurs, ou encore de meuniers, de boulangers, et même de fabricants de sauce soja. Il y a également des guan d'« intérêt collectif », pour des métiers tels que médecins, pompiers, ou encore employé des pompes funèbres.
Les petites boutiques vendant de la viande, du poisson, ou du thé sont séparées selon le sexe des clients (une boutique pour les femmes, une autre boutique pour les hommes) ; la police Taiping veille à l'application de la règle. À Nankin, la population réagit de façons différentes : si certains adhèrent au nouveau système, d'autres se cachent, ou s'enfuient, entraînant par exemple une pénurie de médecins, car beaucoup ont fui la ville.
Des agences gouvernementales spécialisées, dépendant des six ministères d'État (ministères du Ciel, de la Terre, du Printemps, de l'Été, de l'Automne et de l'Hiver), assurent un certain nombre de fonctions-clés : le fonctionnement des arsenaux (munitions et poudre), la construction des vaisseaux de guerre, la fabrication des vêtements de la Cour céleste, les approvisionnements en eau, en huile, en sel…
Dans le domaine du génie civil et militaire, la construction de maisons et même de palais passe au second rang des priorités : l'essentiel de l'effort est consacré aux fortifications des villes, que l'on construit ou que l'on améliore à grand renfort de main-d'œuvre.

Dans les faits, la mise en œuvre de l'administration Taiping se révèle particulièrement brutale. Un réfugié chinois, qui a fui le royaume des Taiping, explique les raisons de sa fuite : 

« les habitants ont été avertis qu'ils seraient mis à mort s'ils ne se soumettaient pas dans un délai de trois jours. (…) La moitié à peu près de la population s'est soumise. (…) Rassemblés par groupe de 25, les habitants ont dû alors chanter des cantiques ; en cas d'erreur, les fautifs étaient frappés avec le manche d'un couteau. (…) Le réveil est à 3 heures du matin pour les corvées ; pour ceux qui n'en ont pas la force, ils sont battus, parfois jusqu'à la mort. »

#### L'administration des campagnes
L'organisation des campagnes est assez différente :
Tout d'abord, la moindre importance des populations concernées ne permet pas la mise en place d'une séparation des différents corps de métier. D'ailleurs, la plupart des habitants des campagnes sont des paysans, pratiquant de toutes façons le même métier.
L'organisation n'est donc plus fondée sur les guan par métier, mais sur les « familles » : 
- pour quatre familles, il est adjoint la famille d'un caporal, formant ainsi une « unité familiale ». C'est le caporal qui a la responsabilité de l'unité familiale ;
- pour 25 unités familiales, il y a un sergent, qui dirige la communauté ainsi formée ;
- chacune de ces communautés doit avoir une chapelle, où réside le sergent, et un grenier à grain public.

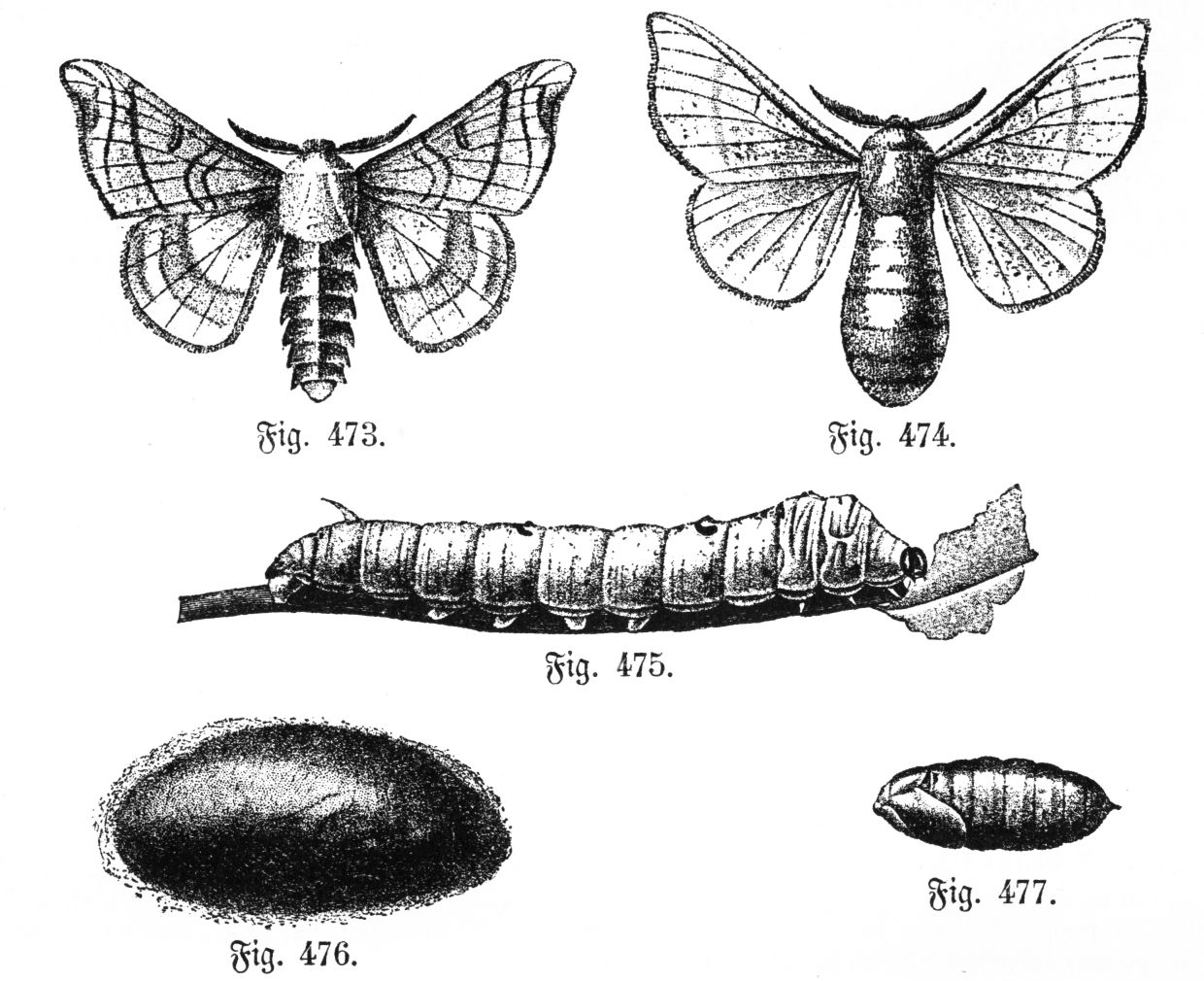
Ver à soie, dont les Taiping voulaient systématiser l'élevage.

Le jour du Sabbat, chaque caporal conduit à la chapelle sa famille, ainsi que les quatre autres dont il a la responsabilité. Là, dans la chapelle, hommes et femmes sont séparés. Les sergents prêchent alors, pendant que les familles écoutent, avant d'entonner des hymnes.
Dans toute la Chine, la terre est divisée en parts égales, en tenant compte de la qualité agricole des terres, classées selon leur rendement en neuf catégories ; chaque homme et chaque femme de quinze ans révolus et plus recevra une part égale, auquel on ajoutera une demi-part par enfant de moins de 15 ans révolus. Chaque famille de chaque unité doit élever cinq poulets et deux truies. Des mûriers doivent pousser près des murs, pour que les femmes puissent élever les vers à soie pour en faire des vêtements. Chaque caporal veille à ce que chaque famille reçoive ce dont elle a besoin : vêtements, bétail, argent. Tout ce qui n'est pas ainsi distribué revient dans les coffres de l'État. Les sergents vérifient les comptes des caporaux et les présentent à leur supérieur. Enfin, lors des naissances, des mariages ou des décès, un cadeau est fait à chaque famille.
Une caractéristique essentielle de l'administration Taiping définie par le « Régime agraire de la Céleste Dynastie » est le cumul des pouvoirs par les différents officiels Taiping : leurs attributions sont en effet politiques, militaires, économiques, religieuses et même judiciaires. L'organisation Taiping est donc par essence une organisation totalitaire.

#### La monnaie
Dès 1853, après la prise de Nankin, le Royaume céleste bat monnaie, en émettant des pièces de 25 mm à 56 mm de diamètre. L'inscription 太平天囯 (pinyin : Taiping Tianguo, « Royaume céleste de la Grande Paix ») figure sur le côté face, et l'inscription 聖寶 (pinyin : Sheng Bao, « Trésor sacré ») se lit sur le côté pile.
Au lieu d'utiliser le caractère traditionnel 國 (guó, « pays ») figurant sur les monnaies chinoises, le Royaume céleste choisit d'utiliser un idéogramme un peu différent - mais significatif - le caractère 囯, qui figure un roi entouré d'une frontière. Ce caractère ressemble beaucoup au caractère simplifié 国 qui est depuis promu par la république populaire de Chine.
Ces pièces de monnaie de cuivre n'ont que peu de valeur, rendant nécessaire de les attacher en collier de 1 000 pièces, valant un liang d'argent (une once d'argent pur).
Par ailleurs, en 1861, l'état Taiping commence à émettre des billets de banque, libellés en taels ; ces billets de banque, d'une taille considérable (18 cm × 31 cm), ne sont imprimés que sur une seule face. Les soldats sont généreusement payés dans cette monnaie, qui a perdu presque toute sa valeur en 1864.

### Les aspects théologiques et idéologiques

#### La doctrine «chrétienne» des Taiping

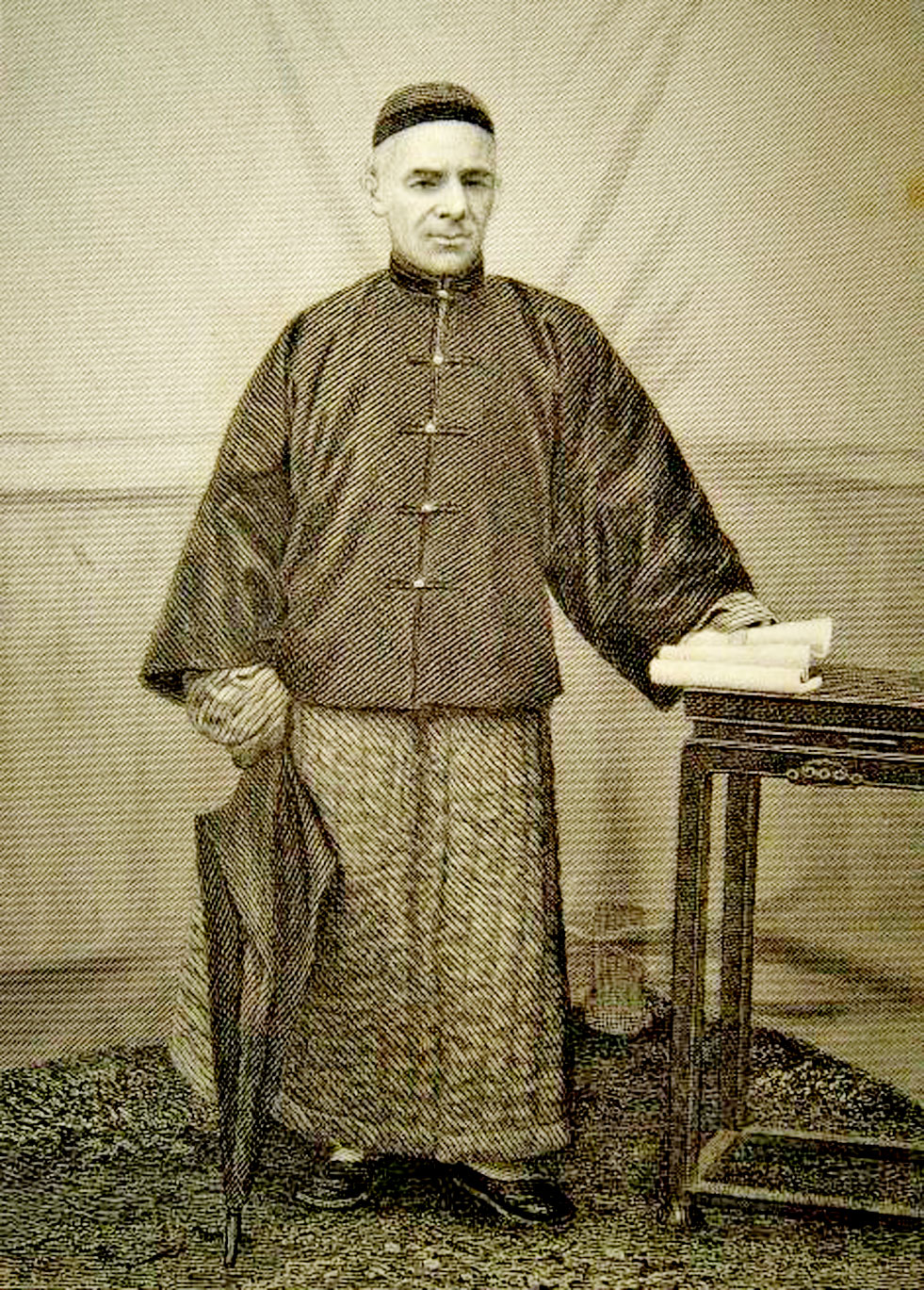
Missionnaire de l'Église presbytérienne en Chine au XIXe siècle.

Bien que chrétien en apparence, le « royaume céleste de la Grande Paix » a été tenu pour hérétique par la plupart des principales branches du christianisme.
Le fondateur du mouvement, Hong Xiuquan, avait tenté à plusieurs reprises et sans succès de passer l'examen de la fonction publique shengyuan.
En 1843, après l'ultime échec de Hong Xiuquan aux examens, il établit enfin un lien entre, d'une part, les brochures religieuses que lui avait données le missionnaire cantonais Liang Afa en 1836 (qu'il avait finalement lues à l'instigation de son ami Li Jingfang), et d'autre part, les visions étranges qui l'avait hanté lors d'une crise de délire qui l'avait frappé en 1837 : il avait eu alors la vision d'un homme coiffé d'un chapeau à bords relevés, d'une robe noire, et portant une longue barbe dorée qui lui arrivait à la taille. Cet homme, qui se disait son père, lui avait remis une longue épée, appelée « Neige dans les nuages », ainsi qu'un sceau d'or, et, avec l'aide d'un homme plus jeune, auquel Hong Xiuquan s'adressait en l'appelant « frère aîné », il lui avait appris à combattre Yan Luo, le roi de l'Enfer, et ses démons.
Éclairé par ses lectures chrétiennes, il comprend soudainement que l'homme barbu était Dieu, que l'homme plus jeune était Jésus, et qu'il est lui-même le frère cadet de Jésus. Plus tard enfin, à la fin de 1849 ou au début de 1850, il se rendra compte que les démons n'étaient autres que les Qing et leurs serviteurs.
Hong Xiuquan et son cousin sont tous deux baptisés en accord avec le rituel prescrit dans la brochure « Bonnes paroles pour l'exhortation de notre époque ».
Il se forge alors une interprétation toute littérale de la Bible, qui bientôt donne lieu à une « théologie de l'Unicité », par laquelle il rejette la doctrine de la Sainte Trinité. Selon cette théorie, seul Dieu le Père est Dieu, Jésus-Christ n'étant que le « frère aîné » de Hong Xiuquan dans ce système de croyance.
L'adjoint de Hong Xiuquan, Yang Xiuqing, prend plus tard le titre de « Consolateur » et de « Vent de l'esprit saint », ce qui — Hong Xiuquan en convient — signifie qu'Yang Xiuqing est non seulement le porte-parole de Dieu le Père, mais est également le Saint-Esprit. L'authenticité de sa foi est cependant incertaine.
En s'appuyant sur ses lectures et sur les révélations qu'il avait eues, Hong Xiuquan ajoute un troisième Livre Saint aux deux premiers (l'Ancien et le Nouveau Testaments), pour constituer la Bible du Royaume céleste. Il écrit par ailleurs des annotations tant sur l'Ancien que sur le Nouveau Testament.

#### Missions d'observation occidentales et «christianisme» Taiping

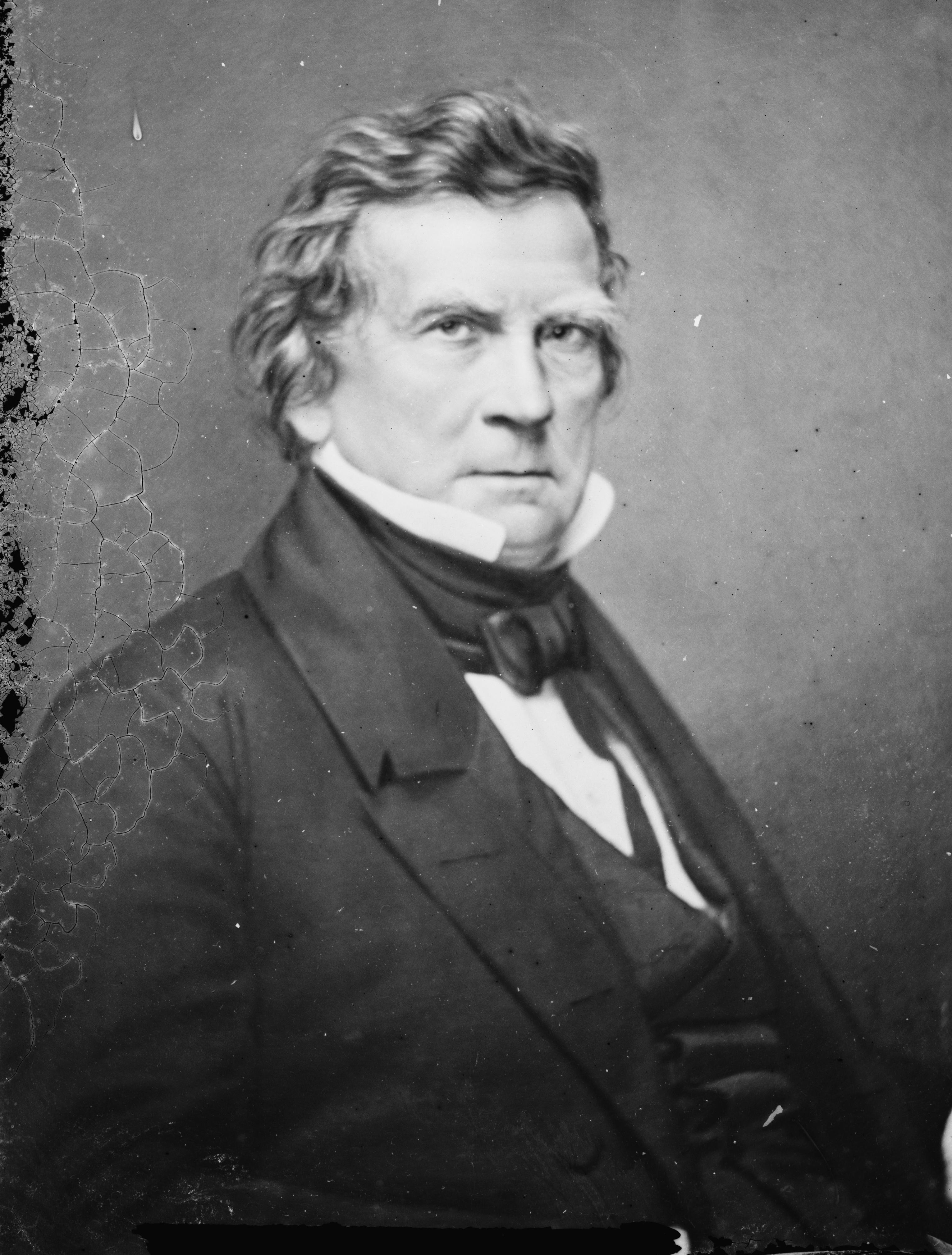
Le secrétaire d'État William L. Marcy, qui envoya une mission d'observation américaine chez les Taiping, car il envisageait de les reconnaître comme gouvernement de facto de la Chine.

En 1853-1854, les Britanniques, les Français, et les Américains, voulant asseoir leurs opinions sur les Taiping et déterminer la politique de leurs pays respectifs à leur égard, envoyèrent plusieurs missions d'observation à Nankin.
En avril 1853, une première mission britannique, dirigée par le plénipotentiaire Sir George Bonham, appareille de Shanghai vers Nankin à bord du HMS Hermes. Le capitaine du HMS Hermes les trouve « intelligents, décidés et déterminés, mais aussi courtois et de bonne humeur ». Mais une missive de Yang Xiuqing, exigeant la soumission de la Grande-Bretagne au Royaume céleste, entraîne un rejet catégorique de Sir George Bonham, et un retour immédiat à Shanghai.
En novembre 1853, c'est le ministre français M. De Bourboulon qui se rend à Nankin à bord du Cassini. François De Plas, le commandant du Cassini, note alors : « Les habitations sont communes, et nourriture comme vêtements sont détenus dans des entrepôts publics. L'or, l'argent et les objets précieux sont conservés par le Trésor public. On ne peut rien vendre, ni rien acheter ». Les conclusions du rapport de M. De Bourboulon au ministre français des Affaires étrangères sont beaucoup plus favorables que celles de son collègue britannique : « La force de ce mouvement révolutionnaire ne promet rien de moins qu'une transformation radicale de la Chine sur le plan social, politique et religieux ». Les Taiping ont pour cela « la force de leur organisation, leur tactique, et leur force morale ».
Les États-Unis, en la personne du secrétaire d'État Marcy, envisageaient alors de reconnaitre les Taiping comme gouvernement de facto de la Chine ; une première mission d'observation, confiée à Humphrey Marshall, remonte jusqu'à Nankin à bord de la Susquehanna, lors de l'été 1854. Les conclusions de Marshal, le 10 juillet, sont très défavorables aux Taiping. H. Marshall écrit en effet à Marcy : « Les Qing sont extrêmement corrompus, incapables, ignorants, et vaniteux. Mais les rebelles n'ont pas la moindre idée de ce qu'est un gouvernement. Ils se contentent de lutter pour le pouvoir ». Une seconde mission d'observation dirigée par Robert McLane (le successeur de Humphrey Marshall) arrive à Nankin pour évaluer encore une fois l'opportunité d'un soutien aux Taiping. Sa conclusion est tout aussi négative que celle de Humphrey Marshal. R. McLane se prononce contre l'idée d'une reconnaissance du gouvernement Taiping, car « les Taiping ne souscriraient pas aux obligations du traité existant entre la Chine, la Grande-Bretagne, la France et les États-Unis. Les Taiping seraient moins gérables que les Qing ». En novembre 1854, il dira : « Je suis convaincu que c'est avec l'empereur de la dynastie Qing que je devrais traiter ».

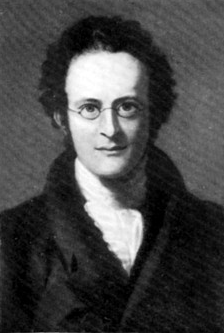
Sir John Bowring, 4e gouverneur de Hong Kong, qui dirigea personnellement l'expédition britannique chez les Taiping.

Enfin, en juin 1854, les Britanniques envoient une nouvelle mission d'évaluation à Nankin, dirigée par Sir John Bowring, sur le HMS Rattler ; celui-ci pose trente questions d'ordre religieux aux Taiping, auxquelles les Taiping font des réponses surprenantes. Parmi les questions posées par les Britanniques à Yang Xiuqing, on trouve : « Dieu se manifeste-t-il à vous, et comment ? », à quoi Yang Xiuqing répond : « Dieu nous parle par mes lèvres dorées ». Et encore : « Combien de femmes un homme peut-il avoir ? » La réponse de Yang est : « Le nombre de concubines est décidé par le Ciel ». Et surtout, les Taiping posent à leur tour cinquante questions aux Britanniques, qui témoignent à la fois de la dérive de leur foi, et de leur ignorance du christianisme qui se pratique ailleurs dans le monde. Voici quelques-unes des questions posées :
- 1re question : « Vous qui pratiquez la foi chrétienne depuis si longtemps, quelle est la taille de Dieu ? Et quelle est sa corpulence ? »
- 5e question : « Quelle est la couleur de la barbe de Dieu ? »
- 7e question : « Quelle coiffure Dieu porte-t-il ? »
- 12e question : « Dieu sait-il composer des poèmes ? »
- 13e question : « Si oui, à quelle vitesse ? »
- 15e question : « Quelqu'un d'entre vous sait-il si les dieux corrompus et le serpent dont parle l'Ancien Testament sont bien identiques aux démons mandchous ? » (les formulations, telles que « Vous qui pratiquez la foi chrétienne depuis si longtemps », ou encore « Quelqu'un d'entre vous sait-il (…) » sont bien de Yang Xiuqing).

Sans qu'il s'agisse du point essentiel qui les pousse à soutenir finalement le régime des Qing, ces deux questionnaires échangés avec Yang Xiuqing amènent cependant les Britanniques à avoir une opinion négative du régime Taiping. Ce questionnaire des Taiping, rédigé par Yang Xiuqing, a été intégralement conservé dans les Archives du Foreign Office.
Si le christianisme pratiqué par les Taiping comporte de telles dérives, c'est sans doute qu'il s'est développé en milieu fermé, sans contact avec l'extérieur. Les « Bonnes Paroles pour exhorter notre époque », écrites par Liang Afa et qui servirent de base à l'instruction religieuse de Hong Xiuquan, avaient été relues par un missionnaire à la demande de Liang Afa lui-même. Elles comportent cependant de nombreuses erreurs (comme il était fréquent à l'époque du fait des difficultés de traduction).
Le recours systématique au mysticisme domine la vie religieuse des chefs Taiping, au cours de séances médiumniques qui regroupent entre autres un porte-parole de Dieu le Père (Yang Xiuqing, qui est d'ailleurs considéré par Hong Xiuquan comme étant également le Saint-Esprit), un porte-parole de Jésus-Christ (Xiao Chaogui) et un frère cadet de Jésus-Christ (Hong Xiuquan lui-même) ; ceci ne peut manquer de générer un fort glissement de la doctrine, d'autant que les Taiping n'ont pas de contact avec des missionnaires qui auraient pu les éclairer. À cet égard, les questions de Yang Xiuqing sont révélatrices des questions sans réponses qui les préoccupent. Dans la mesure où ces questions avaient été rédigées par Yang Xiuqing, il est cependant légitime, à la lumière des évènements de 1856, de se demander si le but de Yang n'était pas de prouver que Hong Xiuquan avait tort dans certaines de ses affirmations, de façon à mieux affirmer son propre pouvoir lors des séances médiumniques.

#### L'influence des sociétés secrètes

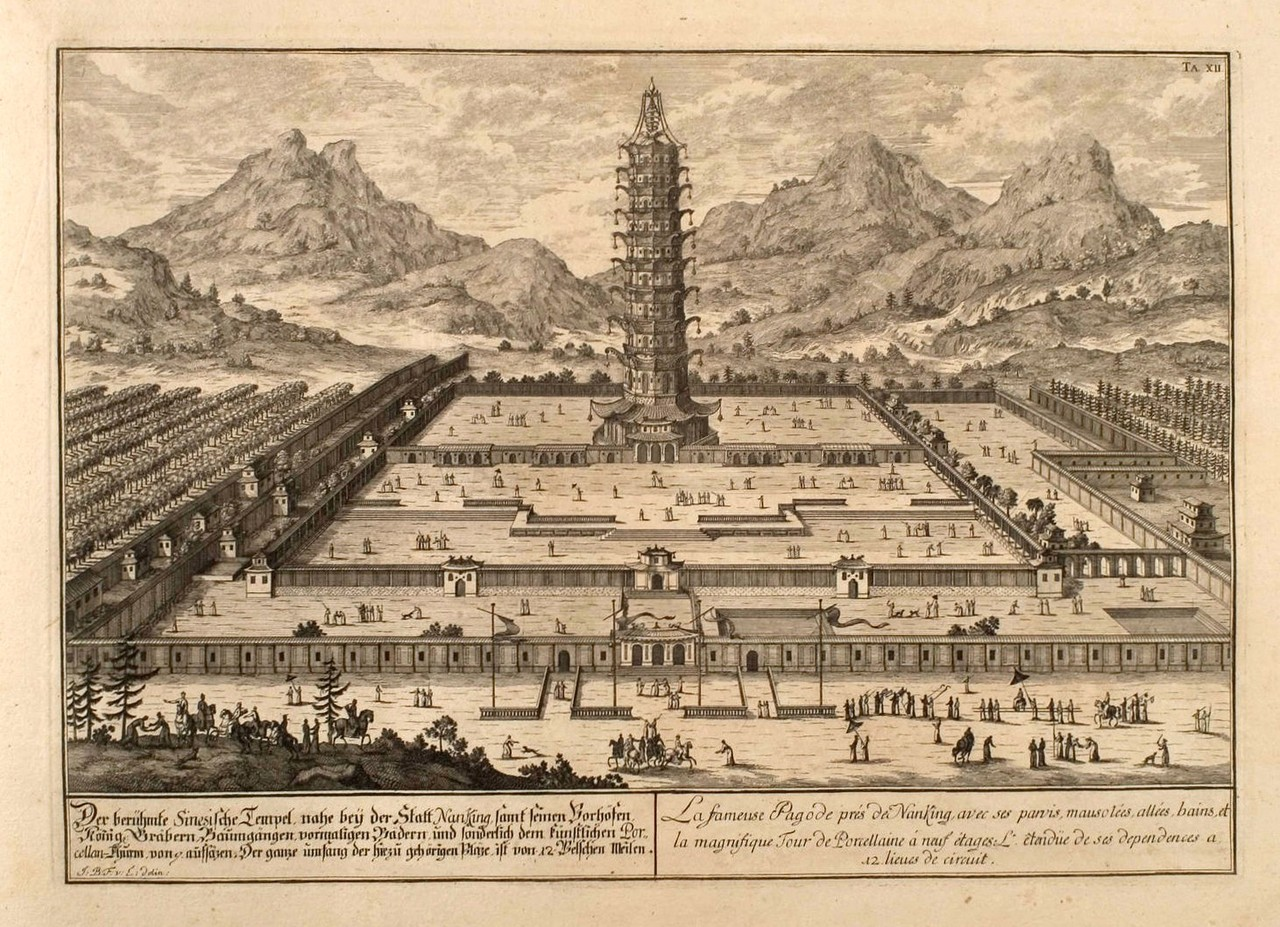
La pagode de porcelaine de Nankin, détruite par les Taiping, car servant à l'adoration de faux dieux.

Pratiquant une religion monothéiste, les Taiping rejettent tout ce qui pouvait servir à l'adoration de faux dieux : les temples bouddhistes, ainsi que les images et les statues de Bouddha sont donc détruites, tout comme les représentations taoïstes. Ils vont ainsi jusqu'à détruire totalement, en 1856, la célèbre pagode de porcelaine de Nankin, qui faisait la fierté de la ville.
Mais la doctrine élaborée par Hong Xiuquan est surtout un rejet du confucianisme, dont la propagation est interdite ; cependant, le poids de la culture confucéenne est tel que les insurgés ne peuvent en éradiquer tous les aspects. Hong Xiuquan a préparé les examens pour l'accès à la fonction publique, et est lui-même pétri de culture confucéenne, comme le reflètent ses principes et ses édits, où figure le rappel de nombreuses règles confucéennes (simplement précédées de : « On dit en général que… », et non plus : « Le Maître a dit : », ou « Mencius a dit : ».
Cependant, la plus grande influence — en dehors du christianisme — qui s'exerce sur les Taiping est celle des sociétés secrètes, dans la mouvance des triades ; parmi les plus connues de ces sociétés apparentées aux triades, on trouve par exemple le Tiandihui (société du Ciel et de la Terre), le Sanhehui (société des Trois Harmonies), le Sandianhui (société des Trois Points), ainsi que le Jianghuhui, qui devient ensuite le fameux Gelaohui (société des Aînés et des Anciens), à laquelle Mao Zedong fera appel lui-même contre les Japonais en 1936. Au milieu du XIXe siècle, ces sociétés sont implantées dans chaque village du Guangxi. Leur influence sur le mouvement Taiping est beaucoup moins connue et étudiée que l'influence chrétienne, mais très réelle.
Les signes principaux de cette influence ont été étudiés et mis en lumière par Xie Xingyao en 1935 et Jian Youwen en 1962. Il s'agit pour l'essentiel des aspects suivants de la psychologie Taiping :
- refus du confucianisme traditionnel, et en particulier des « cinq relations » (wǔlún, 五倫) : empereur-sujet, père-fils, homme-femme, etc.[80] ;
- hostilité aux Qing, ce qui évoque le slogan des Triades Fan Qing Fu Ming 反清復明 (« Chassons les Qing, rétablissons les Ming »), répété depuis le XVIIIe siècle ;
- rites d'initiation, port des cheveux longs et d'un turban, recours à des mots de code secrets ;
- ressemblance entre le shengku, le Trésor public des Taiping, et le système de propriété communale des sociétés secrètes du Guangxi, dont les chefs sont les mifanzhu, les « maîtres du riz » ;
- importance donnée à l'assistance mutuelle et à la « fraternité élective[N 8] », caractéristiques des sociétés secrètes. Ce point se comprend d'autant mieux que sociétés secrètes et Taiping s'adressaient aux mêmes catégories sociales de paysans pauvres et de déclassés ruraux.

D'ailleurs, le fondateur de la Société des adorateurs de Dieu, à l'origine du mouvement Taiping, Feng Yunshan, le roi du Sud, était lui-même affilié à une société secrète. Or, il est l'artisan principal de l'organisation initiale des Taiping.
La révolte des Taiping fut également précédée par les mouvements des Triades au Guangxi en 1820, puis en 1832, et enfin en 1836.
Une société secrète au moins fusionnera d'ailleurs avec les Taiping (en 1858) ; c'est la Jinqianhui (« Société de la Monnaie d'or »).

## Causes de l'échec des Taiping
De multiples raisons, d'ordres différents, ont concouru à l'échec final des Taiping.
La première cause est sans doute leur ignorance et leur incompréhension du monde extérieur, et de l'Occident tout particulièrement ; cette ignorance et cette incompréhension ont été renforcées par l'incapacité de Hong Xiuquan à s'entourer de conseillers compétents. C'est dans le domaine militaire que cela va se montrer le plus pénalisant : les Taiping n'auront pas l'idée de se moderniser. Seul Hong Rengan avait suffisamment fréquenté les Occidentaux pour en avoir l'idée, mais trop tard. Cela leur aurait assuré la suprématie dans le domaine militaire ; au contraire, ce sont les Qing qui, avec l’armée de Xiang et l’Armée « toujours victorieuse » (aidés dans ce cas par les Occidentaux), constituent des armées équipées d'armes modernes. Mais l'arrogance montrée par les Taiping a joué aussi un rôle essentiel pour pousser les Européens à se ranger du côté des Qing : les Taiping ont en effet produit un très mauvais effet sur les Britanniques et les Américains lors des missions d'observation de 1853-1854, en particulier en montrant leur volonté de ne pas ratifier les traités signés par la Chine s'ils arrivaient au pouvoir. D'autre part, leur obstination à attaquer Shanghai a fini de ranger les Occidentaux dans le camp des Qing.
Par ailleurs, les Taiping se montrèrent incapables de conclure rapidement une alliance durable et organisée avec la révolte des Nian, alliance essentielle pour prendre Pékin, en leur fournissant de plus la cavalerie qui leur faisait défaut, les Taiping manquant de chevaux, rares dans le Sud de la Chine.
Dans un tout autre domaine, les Taiping accordèrent une place trop importante à la religion, plus encore, au mysticisme, au détriment d'une politique et d'une administration réalistes et pragmatiques ; ceci se traduisit par un ensemble de lois extrêmement rigoureuses, surtout dans le domaine des mœurs ; ces lois auraient pu être contrebalancées par celles proclamant l'égalité des personnes. Malheureusement, il apparut bien vite que les hauts dignitaires Taiping n'entendaient pas s'appliquer la loi commune.
Cette « dérive » forte par rapport aux bonnes intentions de départ se doubla de luttes de pouvoir de plus en plus graves ; déjà ressenties par les Américains lors de leur mission d'observation de 1854, elles débouchèrent sur le massacre de Tianjing, qui affaiblit définitivement les Taiping, les conduisant dès lors à l'échec.
Enfin, pour Mao Zedong, l'échec des révoltes paysannes fut causé par l'absence d'une « hégémonie correcte » par le prolétariat et le parti communiste.

## Conséquences de la révolte des Taiping
La première conséquence de la révolte des Taiping est d'abord démographique : le nombre total des victimes est considérable, on l'estime à entre vingt et trente millions de morts, ce qui en fait sans doute la guerre civile la plus dévastatrice de l'histoire. Cependant, indépendamment des morts causées par la guerre elle-même, les catastrophes naturelles qui la précédèrent et les révoltes de moindre importance qui éclatèrent à la même époque (Nian, Dungan, Panthay, Miao) produisirent des pertes supplémentaires : au bout du compte, la population de la Chine serait passée d'un total de 410 millions d'habitants en 1851, au début de la révolte des Taiping, à 350 millions seulement en 1873.
Les mouvements de population entraînés par la guerre conduisirent à un bouleversement démographique ; certaines régions furent désertées, non seulement du fait de la mortalité, mais à cause de la fuite en masse de la population vers des lieux plus cléments : la population de Nankin passa ainsi de 900 000 habitants à presque rien ; Hangzhou passa de 2 075 000 habitants en 1784 à 621 000 seulement un siècle plus tard ; dans l'Anhui, sur sept villes recensées avant et après la révolte, la perte de population allait de 40 % à 88 %.
En sens inverse, les régions ou les villes à l'abri de la guerre virent leur population augmenter brutalement : la concession britannique à Shanghai passa de 500 habitants en 1853 à 20 000 en 1854, pour atteindre 500 000 en 1862.

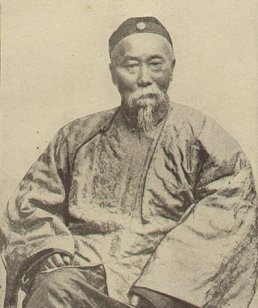
Li Hongzhang (5 février 1823 - 7 novembre 1901), qui fonda l'armée et la flotte de Beiyang.

Les échecs successifs des armées chinoises traditionnelles (tant de l'Étendard vert que des Huit Bannières mandchoues), face aux Occidentaux comme face aux armées de paysans, et les succès de l’Armée toujours victorieuse, de l’armée de Xiang et de l’armée de l'Anhui (Huai Jun) incitèrent le gouvernement Qing à refondre complètement et à moderniser l'armée du pays. Cette réforme fut cependant longue et difficile, comme le prouva l'échec de la guerre sino-japonaise de 1894-1895, où l'armée et la flotte de Beiyang, pourtant modernisées par Li Hongzhang, furent vaincues par une armée et une flotte japonaises encore plus modernes et efficaces.
D'autres conséquences indirectes accompagnent la fin de cette guerre civile : en effet, certains survivants franchirent la frontière et servent d'irréguliers (les Pavillons noirs) en Annam.
Cette révolte donna par ailleurs naissance à l'amorce d'un nationalisme plus marqué que celui des révoltes du passé. Ce « proto-nationalisme » ne fut d'ailleurs pas uniquement dirigé contre les puissances étrangères qui avaient humilié la Chine par la signature de « traités inégaux », refusés par les Taiping, mais également contre la dynastie Qing elle-même, d'origine mandchoue, qui les avait signés après avoir été vaincue. Les échecs de l'armée régulière affaiblirent d'ailleurs l'influence de la dynastie Qing sur tout l'appareil militaire.
Le système Taiping inspira les mouvements qui l'ont suivi : Sun Yat-sen, le Guomindang et le mouvement du 4 Mai (en 1919) y trouvèrent un modèle pour leurs propres programmes. Il fut également reconnu par le communisme chinois comme une étape importante, car le système égalitaire des Taiping ressemblait à celui du communisme chinois du XXe siècle.
En tout état de cause, et quelle qu'ait été l'ampleur de son échec dans la mise en œuvre des réformes, la révolte des Taiping, en promulguant des réformes sociales radicales fondées sur l'égalité, a ouvert la voie à la mutation de la société chinoise vers sa douloureuse modernisation. Mao Zedong dit en 1949 : « Avant l'émergence du communisme chinois, Hong Xiuquan fut le premier Chinois à se tourner vers l'Occident pour y chercher la vérité, ».